# Drzewo genealogiczne Potockich herbu Pilawa
| Imię                                 | Data urodzenia        | Data śmierci          | Linia           | Ojciec                              | Matka                                    | Herb matki     | p.      |
| ------------------------------------ | --------------------- | --------------------- | --------------- | ----------------------------------- | ---------------------------------------- | -------------- | ------- |
| Żyrosław z Potoka                    | ?                     | ?                     | –               | ?                                   | ?                                        | ?              | [ 1 ]   |
| Pokolenie I                          |                       |                       |                 |                                     |                                          |                |         |
| Aleksander z Potoka                  | ?                     | ?                     | –               | Żyrosław z Potoka                   | ?                                        | ?              | [ 2 ]   |
| Pokolenie II                         |                       |                       |                 |                                     |                                          |                |         |
| Sulisław z Potoka                    | ?                     | ?                     | –               | Aleksander z Potoka                 | ?                                        | ?              | [ 2 ]   |
| Pokolenie III                        |                       |                       |                 |                                     |                                          |                |         |
| Aleksander Potocki                   | ?                     | ?                     | –               | Sulisław z Potoka                   | ?                                        | ?              | [ 3 ]   |
| Pokolenie IV                         |                       |                       |                 |                                     |                                          |                |         |
| Jan Potocki                          | ?                     | ?                     | –               | Aleksander Potocki                  | ?                                        | ?              | [ 3 ]   |
| Pokolenie V                          |                       |                       |                 |                                     |                                          |                |         |
| Włostko Potocki                      | ?                     | ?                     | –               | Jan Potocki                         | ?                                        | ?              | [ 3 ]   |
| Pokolenie VI                         |                       |                       |                 |                                     |                                          |                |         |
| Jakub Potocki                        | ?                     | ?                     | –               | Włostko Potocki                     | ?                                        | ?              | [ 4 ]   |
| Pokolenie VII                        |                       |                       |                 |                                     |                                          |                |         |
| Bernard Potocki                      | ?                     | ?                     | –               | Jakub z Potoka                      | ?                                        | ?              | [ 4 ]   |
| Andrzej Potocki                      | ?                     | ?                     | –               | Jakub z Potoka                      | ?                                        | ?              | [ 4 ]   |
| Pokolenie VIII                       |                       |                       |                 |                                     |                                          |                |         |
| Maciej Potocki                       | 1450 r. (około)       | 1520 r.               | małopolska      | Bernard Potocki                     | ?                                        | ?              | [ 5 ]   |
| Stanisław Potocki                    | ?                     | ?                     | wielkopolska    | Bernard Potocki                     | ?                                        | ?              | [ 4 ]   |
| Bernard Potocki                      | ?                     | ?                     | –               | Bernard Potocki                     | ?                                        | ?              | [ 4 ]   |
| Pokolenie IX                         |                       |                       |                 |                                     |                                          |                |         |
| Jan Potocki                          | 1480 r. (około)       | ?                     | małopolska      | Maciej Potocki                      | ?                                        | ?              | [ 6 ]   |
| Jakub Potocki                        | 1481 r. (około)       | 1551 r.               | małopolska      | Maciej Potocki                      | ?                                        | ?              | [ 7 ]   |
| Pokolenie X                          |                       |                       |                 |                                     |                                          |                |         |
| Mikołaj Potocki                      | 1520 r.               | 02.05.1572 r.         | małopolska      | Jakub Potocki                       | Katarzyna Jemielnicka                    | Poraj          | [ 9 ]   |
| Łucja Potocka                        | 1530 r. (około)       | ?                     | małopolska      | Jakub Potocki                       | Katarzyna Jemielnicka                    | Poraj          | [ 11 ]  |
| Elżbieta Potocka                     | 1530 r. (około)       | ?                     | małopolska      | Jakub Potocki                       | Katarzyna Jemielnicka                    | Poraj          | [ 12 ]  |
| Katarzyna Potocka                    | 1530 r. (około)       | ?                     | małopolska      | Jakub Potocki                       | Katarzyna Jemielnicka                    | Poraj          | [ 13 ]  |
| Jan Potocki                          | 1530 r. (około)       | 1556 r. – 1571 r.     | małopolska      | Jakub Potocki                       | Katarzyna Jemielnicka                    | Poraj          | [ 14 ]  |
| Anna Potocka                         | 1530 r. (około)       |                       | małopolska      | Jakub Potocki                       | Katarzyna Jemielnicka                    | Poraj          | [ 15 ]  |
| Andrzej Potocki                      | 1532 r. (około)       | 1572 r.               | małopolska      | Jakub Potocki                       | Katarzyna Jemielnicka                    | Poraj          | [ 16 ]  |
| Stanisław Potocki                    | 1544 r. (około)       | 1599 r.               | małopolska      | Jakub Potocki                       | Druzjanna Jazłowiecka                    | Abdank         | [ 17 ]  |
| Pokolenie XII                        |                       |                       |                 |                                     |                                          |                |         |
| Andrzej Potocki (zm. 1610)           | 1552 r.               | 1610 r.               | hetmańska       | Mikołaj Potocki                     | Anna Czermieńska                         | Ramult         | [ 19 ]  |
| Jakub Potocki                        | 1554 r. (około)       | 26.01.1613 r.         | jezupolska      | Mikołaj Potocki                     | Anna Czermieńska                         | Ramult         | [ 20 ]  |
| Jan Potocki                          | 1555 r. (około)       | 22.04.1611 r.         | małopolska      | Mikołaj Potocki                     | Anna Czermieńska                         | Ramult         | [ 21 ]  |
| Mikołaj Potocki                      | 1560 r. (około)       | ?                     | małopolska      | Mikołaj Potocki                     | Anna Czermieńska                         | Ramult         | [ 22 ]  |
| Barbara Potocka                      | 1560 r. (około)       | ?                     | małopolska      | Mikołaj Potocki                     | Anna Czermieńska                         | Ramult         | [ 23 ]  |
| Katarzyna Potocka                    | 1560 r. (około)       | ?                     | małopolska      | Mikołaj Potocki                     | Anna Czermieńska                         | Ramult         | [ 24 ]  |
| Anna Potocka                         | 1560 r. (około)       | ?                     | małopolska      | Mikołaj Potocki                     | Anna Czermieńska                         | Ramult         | [ 25 ]  |
| Stefan Potocki                       | 02.03.1568 r.         | 05.03.1631 r.         | prymasowska     | Mikołaj Potocki                     | Anna Czermieńska                         | Ramult         | [ 26 ]  |
| Eufrozyna Potocka                    | 1570 r. (około)       | ?                     | małopolska      | Andrzej Potocki                     | Krystyna Włodek                          | ?              | [ 27 ]  |
| Katarzyna Potocka                    | 1570 r. (około)       | ?                     | małopolska      | Andrzej Potocki                     | Krystyna Włodek                          | ?              | [ 28 ]  |
| Zofia Potocka                        | 1570 r. (około)       | ?                     | małopolska      | Stanisław Potocki                   | Zofia Fredro                             | Bończa         | [ 29 ]  |
| Mikołaj Potocki                      | 1580 r. (około)       | 1642 r. (około)       | małopolska      | Stanisław Potocki                   | Zofia Fredro                             | Bończa         | [ 30 ]  |
| Jan Potocki                          | 1580 r. (około)       | 1627 r.               | małopolska      | Stanisław Potocki                   | Zofia Fredro                             | Bończa         | [ 31 ]  |
| Pokolenie XIII                       |                       |                       |                 |                                     |                                          |                |         |
| Stanisław Potocki                    | 1579 r.               | 27.02.1667 r.         | hetmańska       | Andrzej Potocki (zm. 1610)          | Zofia Piasecka                           | Zabawa         | [ 32 ]  |
| Krystyna Potocka                     | 1580 r. (około)       | ?                     | hetmańska       | Andrzej Potocki (zm. 1610)          | Zofia Piasecka                           | Zabawa         | [ 33 ]  |
| Jakub Potocki                        | 1580 r. (około)       | 1657 r. (około)       | hetmańska       | Andrzej Potocki (zm. 1610)          | Zofia Piasecka                           | Zabawa         | [ 34 ]  |
| Mikołaj Potocki                      | 1580 r. (około)       | 1613 r. (około)       | hetmańska       | Andrzej Potocki (zm. 1610)          | Zofia Piasecka                           | Zabawa         | [ 35 ]  |
| Jerzy Potocki                        | 1580 r. (około)       | 1615 r. (około)       | hetmańska       | Andrzej Potocki (zm. 1610)          | Zofia Piasecka                           | Zabawa         | [ 36 ]  |
| Anna Potocka                         | 1593 r.               | 1623 r.               | hetmańska       | Andrzej Potocki (zm. 1610)          | Zofia Piasecka                           | Zabawa         | [ 37 ]  |
| Mikołaj Potocki                      | 1593 r. (około)       | 20.11.1651 r.         | jezupolska      | Jakub Potocki                       | Jadwiga Prusinowska                      | Topór          | [ 38 ]  |
| Katarzyna Potocka                    | 1599 r.               | ?                     | jezupolska      | Jakub Potocki                       | Jadwiga Prusinowska                      | Topór          | [ 39 ]  |
| Krzysztof Potocki                    | 1600 r.               | 1675 r.               | hetmańska       | Andrzej Potocki (zm. 1610)          | Katarzyna Buczacka-Tworowska             | Pilawa         | [ 40 ]  |
| Stanisław Potocki                    | 1607 r.               | 1647 r.               | jezupolska      | Jakub Potocki                       | Jadwiga Tarnowska                        | Leliwa         | [ 41 ]  |
| Jan Teodor Potocki                   | 1608 r.               | 1664 r.               | hetmańska       | Andrzej Potocki (zm. 1610)          | Katarzyna Buczacka-Tworowska             | Pilawa         | [ 42 ]  |
| Jakub Potocki                        | 1608 r.               | 05.11.1639 r.         | jezupolska      | Jakub Potocki                       | Jadwiga Tarnowska                        | Leliwa         | [ 43 ]  |
| Jan Potocki                          | 1610 r. (około)       | 1620 r. (około)       | jezupolska      | Jakub Potocki                       | Jadwiga Tarnowska                        | Leliwa         | [ 44 ]  |
| Piotr Potocki                        | 1610 r. (około)       | 1635 r.               | prymasowska     | Stefan Potocki                      | Maria Mohyła                             | Mohyła         | [ 45 ]  |
| Anna Potocka                         | 1610 r. (około)       | 1695 r.               | prymasowska     | Stefan Potocki                      | Maria Mohyła                             | Mohyła         | [ 46 ]  |
| Katarzyna Potocka                    | 1610 r. (około)       | 1642 r.               | prymasowska     | Stefan Potocki                      | Maria Mohyła                             | Mohyła         | [ 47 ]  |
| Jan Potocki                          | 1620 r. (około)       | 1670 r.               | prymasowska     | Stefan Potocki                      | Maria Mohyła                             | Mohyła         | [ 48 ]  |
| Paweł Potocki                        | 1620 r. (około)       | 1674 r.               | prymasowska     | Stefan Potocki                      | Maria Mohyła                             | Mohyła         | [ 49 ]  |
| Zofia Wiktoria Potocka               | 1620 r. (około)       | ?                     | prymasowska     | Stefan Potocki                      | Maria Mohyła                             | Mohyła         | [ 50 ]  |
| Stanisław Potocki                    | 1620 r. (około)       | 1671 r. (około)       | małopolska      | Mikołaj Potocki                     | Katarzyna Maurozzi                       | ?              | [ 51 ]  |
| Jan Karol Potocki                    | 1620 r. (około)       | ?                     | małopolska      | Mikołaj Potocki                     | Katarzyna Maurozzi                       | ?              | [ 52 ]  |
| Marianna Anna Potocka                | 1620 r. (około)       | ?                     | małopolska      | Jan Potocki                         | Barbara Ostroróg                         | Nałęcz         | [ 53 ]  |
| Pokolenie XIV                        |                       |                       |                 |                                     |                                          |                |         |
| Andrzej Potocki                      | 1600 r. (około)       | 1663 r.               | hetmańska       | Jakub Potocki                       | Katarzyna Kłomnicka                      | Oksza          | [ 54 ]  |
| Stefan Potocki                       | 1624 r. (około)       | 19.05.1648 r.         | jezupolska      | Mikołaj Potocki                     | Zofia Firlej                             | Lewart         | [ 55 ]  |
| Feliks Kazimierz Potocki             | 1630 r.               | 15.05.1702 r.         | hetmańska       | Stanisław Potocki                   | Zofia Kalinowska                         | Kalinowa       | [ 56 ]  |
| Elżbieta Wiktoria Potocka            | 1630 r. (około)       | 1670 r. (około)       | hetmańska       | Stanisław Potocki                   | Zofia Kalinowska                         | Kalinowa       | [ 57 ]  |
| Andrzej Potocki                      | 1630 r. (około)       | 30.08.1691 r.         | hetmańska       | Stanisław Potocki                   | Zofia Kalinowska                         | Kalinowa       | [ 58 ]  |
| Anna Potocka                         | 1630 r. (około)       | ?                     | hetmańska       | Stanisław Potocki                   | Zofia Kalinowska                         | Kalinowa       | [ 59 ]  |
| Prokop Potocki                       | 1630 r. (około)       | ?                     | hetmańska       | Stanisław Potocki                   | Zofia Kalinowska                         | Kalinowa       | [ 60 ]  |
| Bogusław Potocki                     | 1630 r. (około)       | 1684 r. – 1693 r.     | hetmańska       | Jan Teodor Potocki                  | Anna Leszczyńska                         | Wieniawa       | [ 61 ]  |
| Dominik Potocki                      | 1630 r. (około)       | 1638 r.               | prymasowska     | Jan Potocki                         | Teresa Cetner                            | Przerowa       | [ 62 ]  |
| Jakub Potocki                        | 1631 r. (około)       | 27.04.1671 r.         | jezupolska      | Mikołaj Potocki                     | Elżbieta Kazanowska                      | Grzymała       | [ 63 ]  |
| Krzysztof Sędziwój Potocki           | 1640 r. (około)       | 1683 r.               | hetmańska       | Jan Teodor Potocki                  | Anna Leszczyńska                         | Wieniawa       | [ 64 ]  |
| Anna Potocka                         | 1640 r. (około)       | ?                     | hetmańska       | Jan Teodor Potocki                  | Anna Leszczyńska                         | Wieniawa       | [ 65 ]  |
| Helena Potocka                       | 1640 r. (około)       | ?                     | hetmańska       | Jan Teodor Potocki                  | Anna Leszczyńska                         | Wieniawa       | [ 66 ]  |
| Zofia Potocka                        | 1640 r. (około)       | ?                     | hetmańska       | Jan Teodor Potocki                  | Anna Leszczyńska                         | Wieniawa       | [ 67 ]  |
| Dominik Potocki                      | 1646 r.               | 14.12.1683 r.         | jezupolska      | Mikołaj Potocki                     | Elżbieta Kazanowska                      | Grzymała       | [ 68 ]  |
| Daniel Potocki                       | 1650 r. (około)       | 1683 r.               | jezupolska      | Mikołaj Potocki                     | ?                                        | ?              | [ 69 ]  |
| Henryk Potocki                       | 1650 r. (około)       | ?                     | jezupolska      | Mikołaj Potocki                     | ?                                        | ?              | [ 70 ]  |
| Mikołaj Potocki                      | 1650 r. (około)       | 1676 r.               | jezupolska      | Mikołaj Potocki                     | Zofia Firlej                             | Lewart         | [ 71 ]  |
| Marianna Potocka                     | 1650 r. (około)       | ?                     | jezupolska      | Mikołaj Potocki                     | Zofia Firlej                             | Lewart         | [ 72 ]  |
| Piotr Potocki                        | 1650 r. (około)       | 1657 r.               | jezupolska      | Mikołaj Potocki                     | Zofia Firlej                             | Lewart         | [ 73 ]  |
| Wiktoria Potocka                     | 1650 r. (około)       | ?                     | jezupolska      | Mikołaj Potocki                     | Zofia Firlej                             | Lewart         | [ 74 ]  |
| Joanna Potocka                       | 1650 r. (około)       | ?                     | jezupolska      | Mikołaj Potocki                     | Elżbieta Kazanowska                      | Grzymała       | [ 75 ]  |
| Marianna Potocka                     | 1650 r. (około)       | ?                     | hetmańska       | Jan Teodor Potocki                  | Zofia Gorayska                           | Korczak        | [ 76 ]  |
| Elżbieta Marianna Potocka            | 1650 r. (około)       | ?                     | małopolska      | Stanisław Potocki                   | Katarzyna Makowiecka                     | ?              | [ 77 ]  |
| Stefan Potocki                       | 1660 r. (około)       | 01.08.1727 r.         | prymasowska     | Jan Potocki                         | Teresa Cetner                            | Przerowa       | [ 78 ]  |
| Teresa Potocka                       | 1660 r. (około)       | 1703 r.               | prymasowska     | Jan Potocki                         | Teresa Cetner                            | Przerowa       | [ 79 ]  |
| Józef Stanisław Potocki              | 1660 r. (około)       | 27.02.1722 r.         | prymasowska     | Paweł Potocki                       | Elżbieta Jarmolińska                     | Korczak        | [ 80 ]  |
| Piotr Jan Dominik Potocki            | 1660 r. (około)       | 1726 r.               | prymasowska     | Paweł Potocki                       | Eleonora Sołtykow                        | ?              | [ 81 ]  |
| Jakub Potocki                        | 1660 r. (około)       | 1715 r.               | prymasowska     | Paweł Potocki                       | Eleonora Sołtykow                        | ?              | [ 82 ]  |
| Michał Potocki                       | 1660 r. (około)       | 1709 r. (około)       | prymasowska     | Paweł Potocki                       | Eleonora Sołtykow                        | ?              | [ 83 ]  |
| Elżbieta Potocka                     | 1660 r. (około)       | ?                     | prymasowska     | Paweł Potocki                       | Eleonora Sołtykow                        | ?              | [ 84 ]  |
| Anna Potocka                         | 1660 r. (około)       | 1724 r. (około)       | prymasowska     | Paweł Potocki                       | Eleonora Sołtykow                        | ?              | [ 85 ]  |
| Aleksander Jan Potocki               | 1662 r. (około)       | 1714 r.               | prymasowska     | Paweł Potocki                       | Eleonora Sołtykow                        | ?              | [ 86 ]  |
| Teodor Andrzej Potocki               | 13.02.1664 r.         | 13.11.1738 r.         | prymasowska     | Paweł Potocki                       | Eleonora Sołtykow                        | ?              | [ 87 ]  |
| Stefan Potocki                       | 1665 r. (około)       | 05.05.1730 r.         | prymasowska     | Paweł Potocki                       | Eleonora Sołtykow                        | ?              | [ 88 ]  |
| Pokolenie XV                         |                       |                       |                 |                                     |                                          |                |         |
| Stanisław Potocki                    | 1659 r.               | 12.09.1683 r.         | hetmańska       | Andrzej Potocki                     | Anna Rysińska                            | ?              | [ 89 ]  |
| Michał Potocki                       | 1660 r. (około)       | 02.12.1749 r.         | hetmańska       | Feliks Kazimierz Potocki            | Krystyna Lubomirska                      | Drużyna        | [ 90 ]  |
| Jerzy Potocki                        | 1660 r. (około)       | 1747 r.               | podhajecka      | Feliks Kazimierz Potocki            | Krystyna Lubomirska                      | Drużyna        | [ 92 ]  |
| Aleksandra Potocka                   | 1660 r. (około)       | ?                     | jezupolska      | Dominik Potocki                     | Konstancja Truskolaska                   | ?              | [ 93 ]  |
| Elżbieta Potocka                     | 23.04.1662 r.         | ?                     | hetmańska       | Andrzej Potocki                     | Anna Rysińska                            | ?              | [ 94 ]  |
| Zofia Potocka                        | 1664 r. (około)       | ?                     | hetmańska       | Andrzej Potocki                     | Anna Rysińska                            | ?              | [ 95 ]  |
| Stanisław Potocki                    | 1668 r. (około)       | 27.06.1732 r.         | hetmańska       | Feliks Kazimierz Potocki            | Krystyna Lubomirska                      | Drużyna        | [ 96 ]  |
| Józef Potocki                        | 1670 r. (około)       | 1723 r.               | tulczyńska      | Feliks Kazimierz Potocki            | Krystyna Lubomirska                      | Drużyna        | [ 98 ]  |
| Marianna Potocka                     | 1670 r. (około)       | 1749 r.               | hetmańska       | Feliks Kazimierz Potocki            | Krystyna Lubomirska                      | Drużyna        | [ 99 ]  |
| Katarzyna Potocka                    | 1670 r. (około)       | 1718 r.               | hetmańska       | Andrzej Potocki                     | Anna Rysińska                            | ?              | [ 100 ] |
| Anna Potocka                         | 1670 r. (około)       | ?                     | hetmańska       | Bogusław Potocki                    | Helena Teofila Męcińska                  | Poraj          | [ 101 ] |
| Konstancja Maria Anna Potocka        | 1670 r. (około)       | 1733 r.               | hetmańska       | Bogusław Potocki                    | Helena Teofila Męcińska                  | Poraj          | [ 102 ] |
| Andrzej Jerzy Potocki                | 1670 r. (około)       | 1703 r. – 1710 r.     | hetmańska       | Bogusław Potocki                    | Helena Teofila Męcińska                  | Poraj          | [ 103 ] |
| Anna Potocka                         | 1670 r. (około)       | ?                     | jezupolska      | Dominik Potocki                     | Konstancja Truskolaska                   | ?              | [ 104 ] |
| Jakub Potocki                        | 1670 r. (około)       | 1711 r. (około)       | jezupolska      | Dominik Potocki                     | Konstancja Truskolaska                   | ?              | [ 105 ] |
| Józef Potocki                        | 1673 r.               | 07.05.1751 r.         | hetmańska       | Andrzej Potocki                     | Anna Rysińska                            | ?              | [ 106 ] |
| Teresa Joanna Potocka                | 1680 r. (około)       | 1749 r.               | jezupolska      | Dominik Potocki                     | Konstancja Truskolaska                   | ?              | [ 107 ] |
| Jakub Potocki                        | 1680 r. (około)       | ?                     | jezupolska      | Daniel Potocki                      | ?                                        | ?              | [ 108 ] |
| Jakub Potocki                        | 1690 r. (około)       | 1725 r.               | prymasowska     | Józef Stanisław Potocki             | Zuzanna Szczawińska                      | Prawdzic       | [ 109 ] |
| Katarzyna Potocka                    | 1690 r. (około)       | ?                     | prymasowska     | Józef Stanisław Potocki             | Zuzanna Szczawińska                      | Prawdzic       | [ 110 ] |
| Michał Franciszek Potocki            | 1690 r. (około)       | 1753 r. (około)       | prymasowska     | Józef Stanisław Potocki             | Eleonora Rey                             | Oksza          | [ 111 ] |
| Urszula Potocka                      | 1690 r. (około)       | ?                     | prymasowska     | Stefan Potocki                      | Urszula Bieganowska                      | Grzymała       | [ 112 ] |
| Jan Kanty Potocki                    | 1693 r.               | 1744 r.               | prymasowska     | Józef Stanisław Potocki             | Eleonora Rey                             | Oksza          | [ 113 ] |
| Józef Potocki                        | 1695 r. (około)       | 21.12.1764 r.         | prymasowska     | Aleksander Jan Potocki              | Teresa Tarło                             | Topór          | [ 114 ] |
| Teofila Potocka                      | 1697 r. (około)       | ?                     | prymasowska     | Stefan Potocki                      | Joanna Sieniawska                        | Leliwa         | [ 115 ] |
| Joachim Potocki                      | 1700 r.               | 17.02.1764 r.         | prymasowska     | Stefan Potocki                      | Konstancja Dönhoff                       | Denhoff        | [ 116 ] |
| Eleonora Potocka                     | 1700 r. (około)       | 1742 r.               | prymasowska     | Piotr Jan Dominik Potocki           | Katarzyna Chodorowska                    | Korczak        | [ 117 ] |
| Teresa Joanna Potocka                | 1700 r. (około)       | 1732 r.               | prymasowska     | Piotr Jan Dominik Potocki           | Katarzyna Chodorowska                    | Korczak        | [ 118 ] |
| Elżbieta Potocka                     | 1700 r. (około)       | ?                     | prymasowska     | Aleksander Jan Potocki              | Teresa Tarło                             | Topór          | [ 119 ] |
| Teresa Potocka                       | 1700 r. (około)       | ?                     | prymasowska     | Aleksander Jan Potocki              | Teresa Tarło                             | Topór          | [ 120 ] |
| Antoni Michał Potocki                | 1702 r.               | 11.04.1766 r.         | prymasowska     | Aleksander Jan Potocki              | Teresa Tarło                             | Topór          | [ 121 ] |
| Teresa Potocka                       | 1709 r. (około)       | 30.10.1778 r.         | prymasowska     | Stefan Potocki                      | Joanna Sieniawska                        | Leliwa         | [ 122 ] |
| Mikołaj Bazyli Potocki               | 1712 r.               | 13.09.1782 r.         | prymasowska     | Stefan Potocki                      | Joanna Sieniawska                        | Leliwa         | [ 123 ] |
| Ignacy Potocki                       | 1715 r. (około)       | 1765 r.               | prymasowska     | Stefan Potocki                      | Konstancja Dönhoff                       | Denhoff        | [ 124 ] |
| Pokolenie XVI                        |                       |                       |                 |                                     |                                          |                |         |
| Ksawery Franciszek Potocki           | 1690 r. (około)       | 1731 r.               | hetmańska       | Michał Potocki                      | Zofia Aniela Czarniecka                  | Łodzia         | [ 125 ] |
| Stanisław Potocki                    | 14.05.1698 r.         | 08.02.1760 r.         | tulczyńska      | Józef Potocki                       | Wiktoria Leszczyńska                     | Wieniawa       | [ 126 ] |
| Franciszek Salezy Potocki            | 1700 r.               | 22.10.1772 r.         | tulczyńska      | Józef Potocki                       | Teofila Teresa Cetner                    | Przerowa       | [ 127 ] |
| Zofia Potocka                        | 1700 r. (około)       | ?                     | tulczyńska      | Józef Potocki                       | Wiktoria Leszczyńska                     | Wieniawa       | [ 128 ] |
| Antonina Potocka                     | 1700 r. (około)       | ?                     | tulczyńska      | Józef Potocki                       | Teofila Teresa Cetner                    | Przerowa       | [ 129 ] |
| Zofia Potocka                        | 1700 r. (około)       | 1729 r. (około)       | hetmańska       | Andrzej Jerzy Potocki               | Bogumiła Teofila Suchodolska             | ?              | [ 130 ] |
| Joachim Karol Potocki                | 1710                  | 21.05.1791 r.         | prymasowska     | Jan Kanty Potocki                   | Konstancja Sobieska                      | Janina         | [ 131 ] |
| Anna Potocka                         | 1710 r. (około)       | ?                     | prymasowska     | Jan Kanty Potocki                   | Konstancja Sobieska                      | Janina         | [ 132 ] |
| Marianna Potocka                     | 1710 r. (około)       | ?                     | prymasowska     | Jan Kanty Potocki                   | Konstancja Sobieska                      | Janina         | [ 133 ] |
| Pelagia Potocka                      | 08.10.1720 r.         | 30.01.1795 r.         | podhajecka      | Jerzy Potocki                       | Konstancja Drucka-Podbereska             | Druck          | [ 134 ] |
| Eustachy Potocki                     | 1720 r.               | 23.03.1768 r.         | podhajecka      | Jerzy Potocki                       | Konstancja Drucka-Podbereska             | Druck          | [ 135 ] |
| Feliks Potocki                       | 1720 r. (około)       | 1766 r.               | hetmańska       | Michał Potocki                      | Zofia Aniela Czarniecka                  | Łodzia         | [ 136 ] |
| Maria Joanna Potocka                 | 1720 r. (około)       | 1726 r.               | podhajecka      | Jerzy Potocki                       | Marianna Liniewska                       | Liniewski      | [ 137 ] |
| Marian Potocki                       | 1720 r. (około)       | 01.03.1790 r.         | podhajecka      | Jerzy Potocki                       | Konstancja Drucka-Podbereska             | Druck          | [ 138 ] |
| Katarzyna Potocka                    | 1722 r.               | 21.03.1803 r.         | podhajecka      | Jerzy Potocki                       | Konstancja Drucka-Podbereska             | Druck          | [ 139 ] |
| Eleonora Teresa Potocka              | 1722 r. (około)       | 1761 r. (około)       | prymasowska     | Michał Franciszek Potocki           | Marianna Kącka                           | Brochwicz      | [ 140 ] |
| Marianna Potocka                     | 1724 r.               | 08.07.1772 r.         | prymasowska     | Józef Potocki                       | Konstancja Morsztyn                      | Leliwa         | [ 141 ] |
| Urszula Monika Katarzyna Potocka     | 1725 r.               | 18.05.1806 r.         | prymasowska     | Michał Franciszek Potocki           | Marianna Kącka                           | Brochwicz      | [ 142 ] |
| Teodor Potocki                       | 10.08.1730 r.         | 08.08.1812 r.         | lwowska         | Jan Kanty Potocki                   | Konstancja Daniłowicz                    | Sas            | [ 144 ] |
| Antoni Potocki                       | 1730 r. (około)       | 1778 r. (około)       | hetmańska       | Michał Potocki                      | Marcjanna Ogińska                        | Oginiec        | [ 145 ] |
| Anna Potocka                         | 1730 r. (około)       | 1758 r.               | hetmańska       | Michał Potocki                      | Marcjanna Ogińska                        | Oginiec        | [ 146 ] |
| ? Potocka                            | 1730 r. (około)       | ?                     | prymasowska     | Michał Franciszek Potocki           | Marianna Kącka                           | Brochwicz      | [ 147 ] |
| Barbara Potocka                      | 1730 r. (około)       | ?                     | prymasowska     | Jan Kanty Potocki                   | Konstancja Daniłowicz                    | Sas            | [ 148 ] |
| Zofia Potocka                        | 1730 r. (około)       | ?                     | prymasowska     | Jan Kanty Potocki                   | Konstancja Daniłowicz                    | Sas            | [ 149 ] |
| Jan Prosper Potocki                  | 1730 r. (około)       | 1761 r.               | guzowska        | Antoni Michał Potocki               | Ludwika Maria Sapieha                    | Lis            | [ 151 ] |
| Józef Makary Potocki                 | 1737 r. (około)       | 29.09.1816 r.         | monastrzerzyska | Józef Potocki                       | Pelagia Potocka                          | Pilawa         | [ 152 ] |
| Ignacy Jerzy Feliks Potocki          | 07.06.1738 r.         | 1793 r.               | prymasowska     | Józef Potocki                       | Pelagia Potocka                          | Pilawa         | [ 153 ] |
| Teresa Potocka                       | 1740 r. (około)       | 1823 r. (około)       | hetmańska       | Michał Potocki                      | Marcjanna Ogińska                        | Oginiec        | [ 154 ] |
| Krystyna Potocka                     | 1740 r. (około)       | ?                     | hetmańska       | Michał Potocki                      | Marcjanna Ogińska                        | Oginiec        | [ 155 ] |
| Marianna Potocka                     | 1740 r. (około)       | ?                     | hetmańska       | Michał Potocki                      | Marcjanna Ogińska                        | Oginiec        | [ 156 ] |
| Dominik Potocki                      | 1743 r. (około)       | 17.01.1803 r.         | buczacka        | Józef Potocki                       | Pelagia Potocka                          | Pilawa         | [ 157 ] |
| Wincenty Gaweł Potocki               | 1744 r. (około)       | 27.09.1787 r.         | prymasowska     | Joachim Potocki                     | Ewa Kaniewska                            | Nałęcz         | [ 158 ] |
| Piotr Franciszek Potocki             | 1745 r.               | 15.01.1829 r.         | prymasowska     | Józef Potocki                       | Pelagia Potocka                          | Pilawa         | [ 159 ] |
| Konstancja Potocka                   | 1748 r.               | ?                     | prymasowska     | Joachim Potocki                     | Ewa Kaniewska                            | Nałęcz         | [ 160 ] |
| Piotr Potocki                        | 1750 r. (około)       | 1794 r. (około)       | hetmańska       | Michał Potocki                      | Marcjanna Ogińska                        | Oginiec        | [ 161 ] |
| Jan Potocki                          | 1750 r. (około)       | 1799 r. (około)       | prymasowska     | Józef Potocki                       | Pelagia Potocka                          | Pilawa         | [ 162 ] |
| Pelagia Marianna Potocka             | 1750 r. (około)       | ?                     | prymasowska     | Józef Potocki                       | Pelagia Potocka                          | Pilawa         | [ 163 ] |
| Marianna Potocka                     | 1750 r. (około)       | ?                     | prymasowska     | Joachim Potocki                     | Ewa Kaniewska                            | Nałęcz         | [ 164 ] |
| Franciszka Potocka                   | 1750 r. (około)       | ?                     | prymasowska     | Joachim Potocki                     | Ewa Kaniewska                            | Nałęcz         | [ 165 ] |
| Paweł Potocki                        | 31.01.1751 r.         | 27.09.1818 r.         | prymasowska     | Józef Potocki                       | Pelagia Potocka                          | Pilawa         | [ 166 ] |
| Kajetan Potocki                      | 31.01.1751 r.         | 24.04.1814 r.         | prymasowska     | Józef Potocki                       | Pelagia Potocka                          | Pilawa         | [ 167 ] |
| Marianna Potocka                     | 09.07.1754 r.         | 23.11.1782 r.         | prymasowska     | Ignacy Potocki                      | Józefa Petronela                         | Sulima         | [ 168 ] |
| Aleksander Potocki                   | 30.03.1756 r.         | 10.05.1812 r.         | prymasowska     | Ignacy Potocki                      | Józefa Petronela                         | Sulima         | [ 169 ] |
| Marianna Pelagia Potocka             | 1756 r. (około)       | 30.12.1818 r.         | prymasowska     | Józef Potocki                       | Pelagia Potocka                          | Pilawa         | [ 170 ] |
| Mikołaj Potocki                      | 1760 r. (około)       | 1790 r.               | prymasowska     | Ignacy Potocki                      | Urszula Joanna Dzieduszycka              | Sas            | [ 171 ] |
| Beata Potocka                        | 1760 r. (około)       | 25.08.1824 r.         | prymasowska     | Ignacy Potocki                      | Urszula Joanna Dzieduszycka              | Sas            | [ 172 ] |
| Pokolenie XVII                       |                       |                       |                 |                                     |                                          |                |         |
| Humbelina Rozalia Potocka            | ?                     | 03.02.1784 r.         | hetmańska       | Feliks Potocki                      | Marianna Daniłowicz                      | Sas            | [ 173 ] |
| Eustachia Elżbieta Potocka           | ?                     | 10.06.1781 r.         | hetmańska       | Feliks Potocki                      | Marianna Daniłowicz                      | Sas            | [ 174 ] |
| Katarzyna Potocka                    | ?                     | 1793 r.               | hetmańska       | Feliks Potocki                      | Marianna Daniłowicz                      | Sas            | [ 175 ] |
| Antoni Potocki                       | 1720 r. (około)       | 1756 r.               | tulczyńska      | Stanisław Potocki                   | Marianna Łaszcz-Tuczapska                | Prawdzic       | [ 176 ] |
| Anna Potocka                         | 1730 r. (około)       | 08.01.1772 r.         | tulczyńska      | Stanisław Potocki                   | Marianna Łaszcz-Tuczapska                | Prawdzic       | [ 177 ] |
| Józef Potocki                        | 1735 r.               | 14.12.1802 r.         | tulczyńska      | Stanisław Potocki                   | Helena Zamoyska                          | Jelita         | [ 178 ] |
| Piotr Potocki                        | 1736 r. (około)       | 1758 r.               | tulczyńska      | Stanisław Potocki                   | Helena Zamoyska                          | Jelita         | [ 179 ] |
| Franciszek Ksawery Potocki           | 1738 r. (około)       | 1757 r.               | tulczyńska      | Stanisław Potocki                   | Helena Zamoyska                          | Jelita         | [ 180 ] |
| Ludwika Potocka                      | 1740 r. (około)       | ?                     | tulczyńska      | Stanisław Potocki                   | Helena Zamoyska                          | Jelita         | [ 181 ] |
| Wincenty Potocki                     | 1740 r. (około)       | 1825 r.               | tulczyńska      | Stanisław Potocki                   | Helena Zamoyska                          | Jelita         | [ 182 ] |
| Teofila Potocka                      | 1740 r. (około)       | 1800 r.               | tulczyńska      | Stanisław Potocki                   | Helena Zamoyska                          | Jelita         | [ 183 ] |
| Ignacy Potocki                       | 1740 r. (około)       | ?                     | tulczyńska      | Stanisław Potocki                   | Helena Zamoyska                          | Jelita         | [ 184 ] |
| Michał Potocki                       | 1740 r. (około)       | ?                     | tulczyńska      | Stanisław Potocki                   | Helena Zamoyska                          | Jelita         | [ 185 ] |
| Ksawery Potocki                      | 1740 r. (około)       | ?                     | tulczyńska      | Stanisław Potocki                   | Helena Zamoyska                          | Jelita         | [ 186 ] |
| Ludwik Stefan Potocki                | 1740 r. (około)       | ?                     | tulczyńska      | Franciszek Salezy Potocki           | Zofia Rzeczycka                          | ?              | [ 187 ] |
| Elżbieta Potocka                     | 1740 r. (około)       | 1776 r. (około)       | hetmańska       | Feliks Potocki                      | Marianna Daniłowicz                      | Sas            | [ 188 ] |
| Ludwika Pelagia Potocka              | 1742 r.               | 10.04.1783 r.         | tulczyńska      | Franciszek Salezy Potocki           | Anna Potocka                             | Pilawa         | [ 189 ] |
| Wiktoria Potocka                     | 1744 r.               | 1771 r.               | tulczyńska      | Stanisław Potocki                   | Helena Zamoyska                          | Jelita         | [ 190 ] |
| Kajetan Potocki                      | 1745 r. (około)       | 31.09.1802 r.         | podhajecka      | Eustachy Potocki                    | Marianna Kącka                           | Brochwicz      | [ 191 ] |
| Cecylia Urszula Potocka              | 1747 r.               | 1772 r.               | podhajecka      | Eustachy Potocki                    | Marianna Kącka                           | Brochwicz      | [ 192 ] |
| Ignacy Potocki                       | 28.02.1750 r.         | 30.08.1809 r.         | podhajecka      | Eustachy Potocki                    | Marianna Kącka                           | Brochwicz      | [ 193 ] |
| Antonina Adelaida Potocka            | 1750 r. (około)       | ?                     | tulczyńska      | Franciszek Salezy Potocki           | Anna Potocka                             | Pilawa         | [ 194 ] |
| Marianna Klementyna Potocka          | 1750 r. (około)       | 1779 r.               | tulczyńska      | Franciszek Salezy Potocki           | Anna Potocka                             | Pilawa         | [ 195 ] |
| Pelagia Teresa Potocka               | 1750 r. (około)       | ?                     | tulczyńska      | Franciszek Salezy Potocki           | Anna Potocka                             | Pilawa         | [ 196 ] |
| Michał Potocki                       | 1750 r. (około)       | ?                     | hetmańska       | Feliks Potocki                      | Marianna Daniłowicz                      | Sas            | [ 197 ] |
| Ludwik Potocki                       | 1750 r. (około)       | ?                     | prymasowska     | Ignacy Jerzy Feliks Potocki         | Karolina Świeżawska                      | Kaszuba        | [ 198 ] |
| Szczęsny Stanisław Feliks Potocki    | 1751 r.               | 03.08.1805 r.         | tulczyńska      | Franciszek Salezy Potocki           | Anna Potocka                             | Pilawa         | [ 199 ] |
| Jerzy Michał Potocki                 | 08.04.1753 r.         | 1792 r.               | podhajecka      | Eustachy Potocki                    | Marianna Kącka                           | Brochwicz      | [ 200 ] |
| Krystyna Potocka                     | 1753 r.               | 1789 r.               | prymasowska     | Joachim Karol Potocki               | Teresa Sapieha                           | Lis            | [ 201 ] |
| Joanna Potocka                       | 05.06.1755 r.         | ?                     | prymasowska     | Joachim Karol Potocki               | Teresa Sapieha                           | Lis            | [ 202 ] |
| Stanisław Kostka Potocki             | 16.11.1755 r.         | 14.09.1821 r.         | podhajecka      | Eustachy Potocki                    | Marianna Kącka                           | Brochwicz      | [ 203 ] |
| Jan Nepomucen Eryk Potocki           | 17.05.1760 r.         | 1815 r.               | podhajecka      | Eustachy Potocki                    | Marianna Kącka                           | Brochwicz      | [ 204 ] |
| Prot Antoni Jacek Potocki            | 11.09.1761 r.         | 1801 r.               | guzowska        | Jan Prosper Potocki                 | Paula Anna Barbara Szembek               | Szembek        | [ 205 ] |
| Edward Potocki                       | 1765 r.               | ?                     | monastrzerzyska | Józef Makary Potocki                | Ludwika Lubomirska                       | Drużyna        | [ 206 ] |
| Honorata Potocka                     | 1770 r. (około)       | 1779 r.               | monastrzerzyska | Józef Makary Potocki                | Ludwika Lubomirska                       | Drużyna        | [ 207 ] |
| Kazimierz Potocki                    | 1773 r.               | 1797 r. (około)       | prymasowska     | Piotr Franciszek Potocki            | Krystyna Potocka                         | Pilawa         | [ 208 ] |
| Stanisław Florian Potocki            | 06.05.1776 r.         | 29.11.1830 r.         | monastrzerzyska | Józef Makary Potocki                | Ludwika Lubomirska                       | Drużyna        | [ 209 ] |
| Jan Alojzy Potocki                   | 24.06.1776 r.         | 25.05.1854 r.         | prymasowska     | Piotr Franciszek Potocki            | Krystyna Potocka                         | Pilawa         | [ 210 ] |
| Adam Potocki                         | 1776 r.               | 25.11.1812 r.         | smotrycka       | Teodor Potocki                      | Karolina Sapieha                         | Lis            | [ 212 ] |
| Feliks Potocki                       | 31.08.1777 r.         | 27.02.1811 r.         | prymasowska     | Piotr Franciszek Potocki            | Krystyna Potocka                         | Pilawa         | [ 213 ] |
| Aleksander Potocki                   | 1777 r.               | ?                     | prymasowska     | Piotr Franciszek Potocki            | Krystyna Potocka                         | Pilawa         | [ 214 ] |
| Wiktoria Potocka                     | 1777 r. – 1780 r.     | 08.04.1840 r. (około) | monastrzerzyska | Józef Makary Potocki                | Ludwika Lubomirska                       | Drużyna        | [ 215 ] |
| Michał Potocki                       | 27.10.1779            | 29.08.1855 r.         | chrząstkowska   | Aleksander Potocki                  | Teresa Ludwika Hutten-Czapska            | Leliwa         | [ 217 ] |
| Antoni Norbert Robert Potocki        | 17.06.1780 r.         | 18.10.1850 r.         | monastrzerzyska | Józef Makary Potocki                | Ludwika Lubomirska                       | Drużyna        | [ 218 ] |
| Joanna Potocka                       | 03.12.1780 r.         | 28.12.1840 r.         | prymasowska     | Aleksander Potocki                  | Teresa Ludwika Hutten-Czapska            | Leliwa         | [ 219 ] |
| Marianna Anna Potocka                | 1780 r.               | 09.04.1837 r.         | prymasowska     | Jan Potocki                         | Joanna Potocka                           | Pilawa         | [ 220 ] |
| Józefa Potocka                       | 1784 r. (około)       | 09.04.1859 r.         | prymasowska     | Aleksander Potocki                  | Teresa Ludwika Hutten-Czapska            | Leliwa         | [ 221 ] |
| Ludwika Potocka                      | 1780 r. (około)       | ?                     | buczacka        | Dominik Potocki                     | Anna Dominika Czosnowska                 | Pierzchała     | [ 222 ] |
| Józef Potocki                        | 1780 r. (około)       | 1863 r.               | buczacka        | Dominik Potocki                     | Anna Dominika Czosnowska                 | Pierzchała     | [ 223 ] |
| Marceli Marian Potocki               | 08.09.1781 r.         | 14.03.1851 r.         | buczacka        | Dominik Potocki                     | Anna Dominika Czosnowska                 | Pierzchała     | [ 224 ] |
| Katarzyna Potocka                    | 1781 r.               | 24.12.1834 r.         | buczacka        | Dominik Potocki                     | Anna Dominika Czosnowska                 | Pierzchała     | [ 225 ] |
| Elżbieta Potocka                     | 1781 r.               | 1815 r.               | monastrzerzyska | Józef Makary Potocki                | Ludwika Lubomirska                       | Drużyna        | [ 226 ] |
| Zofia Potocka                        | 1782 r.               | 13.02.1857 r.         | buczacka        | Dominik Potocki                     | Anna Dominika Czosnowska                 | Pierzchała     | [ 227 ] |
| Dominik Kajetan Ludwik Potocki       | 1784 r. (około)       | ?                     | monastrzerzyska | Józef Makary Potocki                | Ludwika Lubomirska                       | Drużyna        | [ 228 ] |
| Sidonia Adelajda Teresa Potocka      | 1788 r. (około)       | ?                     | monastrzerzyska | Józef Makary Potocki                | Ludwika Lubomirska                       | Drużyna        | [ 229 ] |
| Ludwika Potocka                      | 1789 r.               | 02.01.1874 r.         | monastrzerzyska | Józef Makary Potocki                | Ludwika Lubomirska                       | Drużyna        | [ 230 ] |
| Pokolenie XVIII                      |                       |                       |                 |                                     |                                          |                |         |
| Jan Nepomucen Potocki                | 08.03.1761 r.         | 11.12.1815 r.         | tulczyńska      | Józef Potocki                       | Anna Teresa Ossolińska                   | Topór          | [ 231 ] |
| Seweryn Potocki                      | 1762 r.               | 03.09.1829 r.         | tulczyńska      | Józef Potocki                       | Anna Teresa Ossolińska                   | Topór          | [ 232 ] |
| Maria Anna Potocka                   | 01.08.1767 r.         | 20.05.1829 r.         | tulczyńska      | Józef Potocki                       | Anna Teresa Ossolińska                   | Topór          | [ 233 ] |
| Kazimiera Potocka                    | 1770 r. (około)       | ?                     | podhajecka      | Jerzy Michał Potocki                | Barbara Teresa Brzostowska               | Strzemię       | [ 234 ] |
| Stanisław Aleksander Potocki         | 11.11.1773 r.         | 08.10.1773 r.         | podhajecka      | Ignacy Potocki                      | Izabela Elżbieta Krystyna Lubomirska     | Drużyna        | [ 235 ] |
| Pelagia Róża Potocka                 | 31.08.1775 r.         | 12.03.1846 r.         | tulczyńska      | Szczęsny Stanisław Feliks Potocki   | Józefa Amelia Wandalin-Mniszech          | Kończyc        | [ 236 ] |
| Szczęsny Jerzy Feliks Potocki        | 1776 r.               | ?.10.1809 r.          | tulczyńska      | Szczęsny Stanisław Feliks Potocki   | Józefa Amelia Wandalin-Mniszech          | Kończyc        | [ 237 ] |
| Aleksander Stanisław Ludwik Potocki  | 15.05.1778 r.         | 26.03.1845 r.         | podhajecka      | Stanisław Kostka Potocki            | Aleksandra Lubomirska                    | Drużyna        | [ 238 ] |
| Krystyna Potocka                     | 1778 r.               | 20.04.1809 r.         | podhajecka      | Ignacy Potocki                      | Izabela Elżbieta Krystyna Lubomirska     | Drużyna        | [ 239 ] |
| Ludwika Zofia Potocka                | 07.09.1779 r.         | 28.07.1850 r.         | tulczyńska      | Szczęsny Stanisław Feliks Potocki   | Józefa Amelia Wandalin-Mniszech          | Kończyc        | [ 240 ] |
| Wiktoria Potocka                     | 17.10.1779 r.         | 27.06.1826 r.         | tulczyńska      | Szczęsny Stanisław Feliks Potocki   | Józefa Amelia Wandalin-Mniszech          | Kończyc        | [ 241 ] |
| Róża Potocka                         | 20.08.1782 r.         | 30.10.1862 r.         | tulczyńska      | Szczęsny Stanisław Feliks Potocki   | Józefa Amelia Wandalin-Mniszech          | Kończyc        | [ 242 ] |
| Konstancja Potocka                   | 21.11.1783 r.         | 25.12.1852 r.         | tulczyńska      | Szczęsny Stanisław Feliks Potocki   | Józefa Amelia Wandalin-Mniszech          | Kończyc        | [ 243 ] |
| Cecylia Potocka                      | 1783 r. (około)       | 27.12.1861 r.         | podhajecka      | Jerzy Michał Potocki                | Tekla Jabłonowska                        | Prus III       | [ 244 ] |
| Stanisław Septym Potocki             | 07.09.1785 r.         | 04.07.1831 r.         | tulczyńska      | Szczęsny Stanisław Feliks Potocki   | Józefa Amelia Wandalin-Mniszech          | Kończyc        | [ 245 ] |
| Oktawia Potocka                      | 30.11.1786 r.         | 1842 r.               | tulczyńska      | Szczęsny Stanisław Feliks Potocki   | Józefa Amelia Wandalin-Mniszech          | Kończyc        | [ 246 ] |
| Jarosław Stanisław Potocki           | 07.12.1787 r.         | 30.01.1838 r.         | tulczyńska      | Szczęsny Stanisław Feliks Potocki   | Józefa Amelia Wandalin-Mniszech          | Kończyc        | [ 247 ] |
| Franciszek Stanisław Józef Potocki   | 02.06.1788 r.         | 15.01.1853 r.         | tulczyńska      | Wincenty Potocki                    | Anna Mycielska                           | Dołęga         | [ 248 ] |
| Laura Potocka                        | 1788 r. (około)       | 21.03.1868 r.         | podhajecka      | Jan Nepomucen Eryk Potocki          | Ludwika d’Aloy                           | Złoty Orzeł    | [ 249 ] |
| Włodzimierz Potocki                  | 17.02.1789 r.         | 08.03.1812 r.         | tulczyńska      | Szczęsny Stanisław Feliks Potocki   | Józefa Amelia Wandalin-Mniszech          | Kończyc        | [ 250 ] |
| Izabela Saint-Vincent                | 1790 r. (około)       | ?                     | tulczyńska      | Wincenty Potocki                    | ?                                        | ?              | [ 251 ] |
| Antoni Potocki                       | 1790 r. (około)       | ?                     | podhajecka      | Jerzy Michał Potocki                | Tekla Jabłonowska                        | Prus III       | [ 252 ] |
| Emilia Potocka                       | 1790 r. (około)       | 1865 r.               | guzowska        | Prot Antoni Jacek Potocki           | Marianna Elżbieta Lubomirska             | Drużyna        | [ 253 ] |
| Konstanty Potocki                    | 04.1793 r. (przed)    | ?                     | tulczyńska      | Szczęsny Stanisław Feliks Potocki   | Zofia Czelicze                           | ?              | [ 254 ] |
| Idalia Potocka                       | 08.05.1793 r.         | 11.07.1859 r.         | tulczyńska      | Szczęsny Stanisław Feliks Potocki   | Józefa Amelia Wandalin-Mniszech          | Kończyc        | [ 255 ] |
| Aleksy Potocki                       | 1793 r.               | 29.03.1799 r.         | tulczyńska      | Wincenty Potocki                    | Helena Apolonia Massalska                | Masalski       | [ 256 ] |
| Wincenty Potocki                     | 1794 r.               | 1799 r.               | tulczyńska      | Wincenty Potocki                    | Helena Apolonia Massalska                | Masalski       | [ 257 ] |
| Mikołaj Potocki                      | 1794 r.               | ?                     | tulczyńska      | Szczęsny Stanisław Feliks Potocki   | Zofia Czelicze                           | ?              | [ 258 ] |
| Helena Potocka                       | 1795 r.               | 1795 r.               | tulczyńska      | Wincenty Potocki                    | Helena Apolonia Massalska                | Masalski       | [ 259 ] |
| Helena Potocka                       | 1797 r.               | ?                     | tulczyńska      | Szczęsny Stanisław Feliks Potocki   | Zofia Czelicze                           | ?              | [ 260 ] |
| Aleksander Potocki                   | 09.05.1798 r.         | 24.08.1868 r.         | tulczyńska      | Szczęsny Stanisław Feliks Potocki   | Zofia Czelicze                           | ?              | [ 261 ] |
| Karolina Potocka                     | 06.08.1798 r.         | 27.09.1875 r.         | smotrycka       | Adam Potocki                        | Maria Ewa Rostworowska                   | Nałęcz II      | [ 262 ] |
| Adela Potocka                        | 1798 r.               | 1806 r.               | monastrzerzyska | Stanisław Florian Potocki           | Józefa Anna Maria Dowojna-Sołohub        | Prawdzic       | [ 263 ] |
| Teodor Potocki                       | 1798 r.               | 1878 r.               | smotrycka       | Adam Potocki                        | Maria Ewa Rostworowska                   | Nałęcz II      | [ 264 ] |
| Leon Potocki                         | 14.07.1799 r.         | 06.12.1864 r.         | monastrzerzyska | Stanisław Florian Potocki           | Józefa Anna Maria Dowojna-Sołohub        | Prawdzic       | [ 265 ] |
| Mieczysław Franciszek Józef Potocki  | 12.11.1799 r.         | 26.11.1878 r.         | tulczyńska      | Szczęsny Stanisław Feliks Potocki   | Zofia Czelicze                           | ?              | [ 266 ] |
| Józef Franciszek Potocki de Montalk  | 04.10.1800 r.         | 08.09.1863 r.         | de Montalk      | Jan Alojzy Potocki                  | Maria Antonina Czartoryska               | Pogoń Litewska | [ 267 ] |
| Włodzimierz Stanisław Potocki        | 1800 r.               | 20.03.1820 r.         | monastrzerzyska | Antoni Norbert Robert Potocki       | Róża Potocka                             | Pilawa         | [ 268 ] |
| Ignacy Königsberg                    | 1800 r. (około)       | 05.01.1847 r.         | tulczyńska      | Wincenty Potocki                    | ?                                        | ?              | [ 269 ] |
| Herman Potocki                       | 07.04.1801 r.         | 26.05.1866 r.         | prymasowska     | Jan Alojzy Potocki                  | Maria Antonina Czartoryska               | Pogoń Litewska | [ 270 ] |
| Zofia Potocka                        | 1801 r.               | 02.01.1875 r.         | tulczyńska      | Szczęsny Stanisław Feliks Potocki   | Zofia Czelicze                           | ?              | [ 271 ] |
| Róża Potocka                         | 16.06.1802 r.         | 27.10.1862 r.         | monastrzerzyska | Antoni Norbert Robert Potocki       | Róża Potocka                             | Pilawa         | [ 272 ] |
| Olga Potocka                         | 1803 r.               | 07.10.1861 r.         | tulczyńska      | Szczęsny Stanisław Feliks Potocki   | Zofia Czelicze                           | ?              | [ 273 ] |
| Przemysław Potocki                   | 1804 r.               | 23.11.1847 r.         | monastrzerzyska | Antoni Norbert Robert Potocki       | Róża Potocka                             | Pilawa         | [ 274 ] |
| Adam Potocki                         | 1804 r.               | 27.12.1890 r.         | buczacka        | Marceli Marian Potocki              | Teresa Oborska                           | Pierzchała     | [ 275 ] |
| Zofia Ludwika Marianna Potocka       | 01.04.1805 r.         | 24.04.1805 r.         | prymasowska     | Feliks Potocki                      | Zofia Aleksandra Pac                     | Gozdawa        | [ 276 ] |
| Edmund Kajetan Potocki               | 16.11.1805 r.         | ?                     | buczacka        | Marceli Marian Potocki              | Teresa Oborska                           | Pierzchała     | [ 277 ] |
| Pelagia Potocka                      | 1805 r.               | 03.06.1830 r.         | prymasowska     | Jan Alojzy Potocki                  | Maria Antonina Czartoryska               | Pogoń Litewska | [ 278 ] |
| Juliusz Potocki                      | 1805 r.               | 28.01.1869 r.         | smotrycka       | Adam Potocki                        | Maria Ewa Rostworowska                   | Nałęcz II      | [ 279 ] |
| Bolesław Potocki                     | 29.03.1806 r.         | 22.11.1893 r.         | tulczyńska      | Szczęsny Stanisław Feliks Potocki   | Zofia Czelicze                           | ?              | [ 280 ] |
| Dorota Potocka                       | 1806 r.               | 18.03.1892 r.         | prymasowska     | Jan Alojzy Potocki                  | Maria Antonina Czartoryska               | Pogoń Litewska | [ 281 ] |
| Teresa Potocka                       | 1806 r.               | 21.02.1831 r.         | chrząstkowska   | Michał Potocki                      | Ludwika Mechtylda Rawita-Ostrowska       | Rawicz         | [ 282 ] |
| Henryka Potocka                      | 1807 r.               | 01.08.1808 r.         | monastrzerzyska | Stanisław Florian Potocki           | Józefa Anna Maria Dowojna-Sołohub        | Prawdzic       | [ 283 ] |
| Stanisław Józef Potocki              | 20.09.1808 r.         | 11.10.1808 r.         | monastrzerzyska | Stanisław Florian Potocki           | Józefa Anna Maria Dowojna-Sołohub        | Prawdzic       | [ 284 ] |
| Tomasz Aleksander Adam Potocki       | 03.05.1809 r.         | 12.12.1861 r.         | chrząstkowska   | Michał Potocki                      | Ludwika Mechtylda Rawita-Ostrowska       | Rawicz         | [ 285 ] |
| Krystyna Potocka                     | 1810 r. (około)       | ?                     | prymasowska     | Feliks Potocki                      | Zofia Aleksandra Pac                     | Gozdawa        | [ 286 ] |
| Izabela Potocka                      | 1810 r. (około)       | ?                     | prymasowska     | Feliks Potocki                      | Zofia Aleksandra Pac                     | Gozdawa        | [ 287 ] |
| Ignacy Potocki                       | 1810 r. (około)       | ?                     | prymasowska     | Feliks Potocki                      | Zofia Aleksandra Pac                     | Gozdawa        | [ 288 ] |
| Klementyna Potocka                   | 04.02.1811 r.         | 30.12.1878 r.         | buczacka        | Marceli Marian Potocki              | Teresa Oborska                           | Pierzchała     | [ 289 ] |
| Henryk Potocki                       | 20.03.1811 r.         | 07.09.1872 r.         | chrząstkowska   | Michał Potocki                      | Ludwika Mechtylda Rawita-Ostrowska       | Rawicz         | [ 290 ] |
| Adamina Aniela Konstancja Potocka    | 26.05.1811 r.         | 18.05.1894 r.         | smotrycka       | Adam Potocki                        | Maria Ewa Rostworowska                   | Nałęcz II      | [ 291 ] |
| Celestna Zofia Stefania Potocka      | 26.05.1811 r.         | 14.01.1821 r.         | smotrycka       | Adam Potocki                        | Maria Ewa Rostworowska                   | Nałęcz II      | [ 292 ] |
| Ewelina Potocka                      | 1812 r. (około)       | 1819 r. (około)       | smotrycka       | Adam Potocki                        | Maria Ewa Rostworowska                   | Nałęcz II      | [ 293 ] |
| Paulina Apolonia Potocka             | 1813 r.               | 11.03.1895 r.         | chrząstkowska   | Michał Potocki                      | Ludwika Mechtylda Rawita-Ostrowska       | Rawicz         | [ 294 ] |
| Ludwika Józefa Stanisława Potocka    | 15.06.1814 r.         | 08.08.1844 r.         | monastrzerzyska | Stanisław Florian Potocki           | Marianna Barbara Górska                  | Bożawola       | [ 295 ] |
| Władysław Potocki                    | 1815 r.               | 1855 r.               | chrząstkowska   | Michał Potocki                      | Ludwika Mechtylda Rawita-Ostrowska       | Rawicz         | [ 296 ] |
| Ludwika Potocka                      | 1818 r.               | 05.02.1890 r.         | prymasowska     | Ludwik Potocki                      | Ludwika Beyzym                           | Beyzymach      | [ 297 ] |
| Stefan Potocki                       | 18.07.1820 r.         | 02.06.1891 r.         | chrząstkowska   | Michał Potocki                      | Ludwika Mechtylda Rawita-Ostrowska       | Rawicz         | [ 298 ] |
| Teresa Maria Potocka                 | 1820 r. (około)       | ?                     | prymasowska     | Ludwik Potocki                      | Ludwika Beyzym                           | Beyzymach      | [ 299 ] |
| Stanisław Potocki                    | 1821 r.               | 1836 r. (około)       | monastrzerzyska | Antoni Norbert Robert Potocki       | Izabela Jelska                           | Pielesz        | [ 300 ] |
| Cecylia Potocka                      | 22.01.1822 r.         | 23.04.1893 r.         | monastrzerzyska | Antoni Norbert Robert Potocki       | Izabela Jelska                           | Pielesz        | [ 301 ] |
| Joanna Antonina Alojza Potocka       | 06.06.1822 r.         | 14.02.1870 r.         | prymasowska     | Jan Alojzy Potocki                  | Antonina Maria Teresa de Cerzé-Lusignan  | ?              | [ 302 ] |
| Leonia Potocka                       | 1827 r.               | 02.10.1859 r.         | prymasowska     | Jan Alojzy Potocki                  | Antonina Maria Teresa de Cerzé-Lusignan  | ?              | [ 303 ] |
| Amelia Potocka                       | 28.07.1831 r.         | 10.08.1859 r.         | monastrzerzyska | Antoni Norbert Robert Potocki       | Izabela Jelska                           | Pielesz        | [ 304 ] |
| Aniela Potocka                       | 1833 r.               | 25.02.1848 r.         | monastrzerzyska | Antoni Norbert Robert Potocki       | Izabela Jelska                           | Pielesz        | [ 305 ] |
| Maria Paulina Ewa Potocka            | 1835 r. (około)       | ?                     | monastrzerzyska | Antoni Norbert Robert Potocki       | Izabela Jelska                           | Pielesz        | [ 306 ] |
| Pokolenie XIX                        |                       |                       |                 |                                     |                                          |                |         |
| Alfred Potocki                       | 04.03.1786 r.         | 23.12.1862 r.         | łańcucka        | Jan Nepomucen Potocki               | Julia Lubomirska                         | Drużyna        | [ 307 ] |
| Emma Teresa Seweryna Potocka         | 1786 r. (około)       | 31.07.1858 r.         | tulczyńska      | Seweryn Potocki                     | Anna Teofila Sapieha                     | Lis            | [ 308 ] |
| Artur Potocki                        | 27.05.1787 r.         | 30.01.1832 r.         | krzeszowicka    | Jan Nepomucen Potocki               | Julia Lubomirska                         | Drużyna        | [ 309 ] |
| Leon Potocki                         | 1788 r.               | 22.03.1860 r.         | tulczyńska      | Seweryn Potocki                     | Anna Teofila Sapieha                     | Lis            | [ 310 ] |
| Julia Wanda Potocka                  | 1788 r.               | 18.09.1876 r.         | tulczyńska      | Seweryn Potocki                     | Anna Teofila Sapieha                     | Lis            | [ 311 ] |
| Paulina Potocka                      | 20.11.1793 r.         | 26.06.1856 r.         | tulczyńska      | Seweryn Potocki                     | Anna Teofila Sapieha                     | Lis            | [ 312 ] |
| Seweryna Potocka                     | 1794 r. (około)       | 07.09.1871 r.         | tulczyńska      | Seweryn Potocki                     | Anna Teofila Sapieha                     | Lis            | [ 313 ] |
| Bernard Andrzej Potocki              | 1800 r.               | 14.02.1874 r.         | tulczyńska      | Jan Nepomucen Potocki               | Konstancja Potocka                       | Pilawa         | [ 314 ] |
| Sydonia Potocka                      | 1800 r. (około)       | 06.09.1811 r.         | tulczyńska      | Franciszek Stanisław Józef Potocki  | Sydonia Franciszka de Ligne              | ?              | [ 315 ] |
| Irena Potocka                        | 21.05.1803 r.         | 04.09.1835 r.         | tulczyńska      | Jan Nepomucen Potocki               | Konstancja Potocka                       | Pilawa         | [ 316 ] |
| August Aleksander Potocki            | 17.03.1805 r.         | 30.01.1867 r.         | podhajecka      | Aleksander Stanisław Ludwik Potocki | Anna Skumin-Tyszkiewicz                  | Leliwa         | [ 317 ] |
| Teresa Potocka                       | 1805 r.               | 1868 r.               | tulczyńska      | Jan Nepomucen Potocki               | Konstancja Potocka                       | Pilawa         | [ 318 ] |
| Natalia Potocka                      | 19.03.1807 r.         | 17.11.1830 r.         | podhajecka      | Aleksander Stanisław Ludwik Potocki | Anna Skumin-Tyszkiewicz                  | Leliwa         | [ 319 ] |
| Stanisław Potocki                    | 06.04.1811 r.         | 1874 r.               | tulczyńska      | Włodzimierz Potocki                 | Tekla Sanguszko-Kowelska                 | Pogoń Litewska | [ 320 ] |
| Maurycy Eustachy Potocki             | 13.01.1812 r.         | 13.01.1879 r.         | podhajecka      | Aleksander Stanisław Ludwik Potocki | Anna Skumin-Tyszkiewicz                  | Leliwa         | [ 321 ] |
| Włodzimierz Teodozjusz Potocki       | 22.08.1812 r.         | 05.07.1880 r.         | tulczyńska      | Włodzimierz Potocki                 | Tekla Sanguszko-Kowelska                 | Pogoń Litewska | [ 322 ] |
| Wacław Potocki                       | 1812 r. (około)       | 1869 r.               | tulczyńska      | Jarosław Stanisław Potocki          | Maria Beydo-Rzewuska                     | Krzywda        | [ 323 ] |
| Aleksandra Julia Potocka             | 26.03.1818 r.         | 06.01.1892 r.         | tulczyńska      | Stanisław Septym Potocki            | Katarzyna Branicka                       | Korczak        | [ 324 ] |
| Konstanty Piotr Potocki              | 04.05.1815 r.         | 12.04.1857 r.         | tulczyńska      | Jarosław Stanisław Potocki          | Maria Beydo-Rzewuska                     | Krzywda        | [ 325 ] |
| Stanisław Potocki                    | 1825 r.               | 11.11.1887 r.         | podhajecka      | Aleksander Stanisław Ludwik Potocki | Izabela Mostowska                        | Dołęga         | [ 326 ] |
| Stefan Potocki                       | 1826 r.               | 01.07.1910 r.         | prymasowska     | Herman Potocki                      | Antonina Mokronoska                      | Bogoria        | [ 327 ] |
| Julia Potocka                        | 1826 r. (około)       | 28.04.1846 r.         | monastrzerzyska | Leon Potocki                        | Józefa Barbara Korwin-Kossakowska        | Ślepowron      | [ 328 ] |
| Jadwiga Potocka                      | 1827 r.               | 1907 r.               | monastrzerzyska | Leon Potocki                        | Józefa Barbara Korwin-Kossakowska        | Ślepowron      | [ 329 ] |
| Jadwiga Potocka                      | 01.08.1827 r.         | 08.12.1916 r.         | prymasowska     | Herman Potocki                      | Antonina Mokronoska                      | Bogoria        | [ 330 ] |
| Władysław Herman Potocki             | 1828 r.               | 23.02.1875 r.         | prymasowska     | Herman Potocki                      | Antonina Mokronoska                      | Bogoria        | [ 331 ] |
| Pelagia Potocka                      | 13.05.1831 r.         | 31.10.1911 r.         | prymasowska     | Herman Potocki                      | Antonina Mokronoska                      | Bogoria        | [ 332 ] |
| Róża Karolina Maria Potocka          | 31.01.1831 r.         | 21.04.1890 r.         | monastrzerzyska | Przemysław Potocki                  | Teresa Sapieha                           | Lis            | [ 333 ] |
| Idalia Potocka                       | 19.02.1832 r.         | 23.10.1893 r.         | monastrzerzyska | Przemysław Potocki                  | Teresa Sapieha                           | Lis            | [ 334 ] |
| Michał Tomasz Walery Potocki         | 10.12.1832 r.         | 1863 r.               | chrząstkowska   | Tomasz Aleksander Adam Potocki      | Maria Teresa Witold-Aleksandrowicz       | Aleksandrowicz | [ 335 ] |
| Maria Potocka                        | 1832 r. (około)       | 30.05.1864 r.         | smotrycka       | Teodor Potocki                      | Helena Ludwika Dzieduszycka              | Sas            | [ 336 ] |
| Pelagia Potocka                      | 1833 r.               | 09.01.1900 r.         | monastrzerzyska | Przemysław Potocki                  | Teresa Sapieha                           | Lis            | [ 337 ] |
| Ludwiaka Potocka                     | 1833 r. (około)       | 1918 r.               | smotrycka       | Teodor Potocki                      | Helena Ludwika Dzieduszycka              | Sas            | [ 338 ] |
| Antoni Józef Tomasz Potocki          | 26.04.1834 r.         | 11.06.1863 r.         | chrząstkowska   | Tomasz Aleksander Adam Potocki      | Maria Teresa Witold-Aleksandrowicz       | Aleksandrowicz | [ 339 ] |
| Rodryg Ludwik Potocki                | 27.07.1834 r.         | 27.01.1910 r.         | chrząstkowska   | Henryk Potocki                      | Helena Karolina Sułkowska                | Sulima         | [ 340 ] |
| Włodzimierz Władysław Potocki        | 1834 r.               | 28.09.1903 r.         | smotrycka       | Teodor Potocki                      | Helena Ludwika Dzieduszycka              | Sas            | [ 341 ] |
| Ludwika Potocka                      | 22.05.1835 r.         | 1869 r.               | chrząstkowska   | Tomasz Aleksander Adam Potocki      | Maria Teresa Witold-Aleksandrowicz       | Aleksandrowicz | [ 342 ] |
| Edmund Józef Potocki de Montalk      | 14.01.1836 r.         | 06.09.1901 r.         | de Montalk      | Józef Franciszek Potocki de Montalk | Judyta Szarlota O’Kennedy                | ?              | [ 343 ] |
| Stanisław Jan Władysław Potocki      | 24.06.1836 r.         | 30.03.1882 r.         | chrząstkowska   | Tomasz Aleksander Adam Potocki      | Maria Teresa Witold-Aleksandrowicz       | Aleksandrowicz | [ 344 ] |
| Stanisław Wojciech Antoni Potocki    | 04.05.1837 r.         | 21.01.1884 r.         | monastrzerzyska | Przemysław Potocki                  | Teresa Sapieha                           | Lis            | [ 345 ] |
| Witołd Leopold Jan Potocki           | 12.05.1837 r.         | 11.01.1885 r.         | chrząstkowska   | Henryk Potocki                      | Helena Karolina Sułkowska                | Sulima         | [ 346 ] |
| Emil Potocki                         | 1837 r.               | 1912 r.               | buczacka        | Adam Potocki                        | Filipina Dittmayer von Rusfelden         | ?              | [ 347 ] |
| Adam Potocki                         | 1837 r.               | 1917 r.               | smotrycka       | Juliusz Potocki                     | Aniela Anna Ursyn-Pruszyńska             | Rawicz         | [ 348 ] |
| Filipina Potocka                     | 1837 r.               | ?                     | buczacka        | Edmund Kajetan Potocki              | Anna Katarzyna Sołtyńska                 | ?              | [ 349 ] |
| Adamina Adela Potocka                | 19.02.1839 r.         | 07.01.1902 r.         | smotrycka       | Juliusz Potocki                     | Aniela Anna Ursyn-Pruszyńska             | Rawicz         | [ 350 ] |
| Krystyna Potocka de Montalk          | 16.04.1839 r.         | 20.12.1921 r.         | de Montalk      | Józef Franciszek Potocki de Montalk | Judyta Szarlota O’Kennedy                | ?              | [ 351 ] |
| Maria Potocka                        | 01.08.1839 r.         | 18.03.1882 r.         | tulczyńska      | Bolesław Potocki                    | Maria Sałtykow                           | ?              | [ 352 ] |
| Maria Potocka                        | 1839 r.               | 26.05.1920 r.         | smotrycka       | Juliusz Potocki                     | Aniela Anna Ursyn-Pruszyńska             | Rawicz         | [ 353 ] |
| Nikodem Józef Potocki                | 15.03.1840 r.         | 18.10.1920 r.         | buczacka        | Edmund Kajetan Potocki              | Anna Katarzyna Sołtyńska                 | ?              | [ 354 ] |
| Zygmunt Potocki                      | 1840 r. (około)       | ?                     | chrząstkowska   | Tomasz Aleksander Adam Potocki      | ?                                        | ?              | [ 355 ] |
| Antoni Konstanty Potocki             | 18.02.1841 r.         | 10.03.1909 r.         | monastrzerzyska | Przemysław Potocki                  | Teresa Sapieha                           | Lis            | [ 356 ] |
| Maria Helena Potocka                 | 1842 r.               | 23.02.1880            | chrząstkowska   | Henryk Potocki                      | Helena Karolina Sułkowska                | Sulima         | [ 357 ] |
| Artur Potocki                        | 1843 r.               | 1917 r.               | buczacka        | Adam Potocki                        | Filipina Dittmayer von Rusfelden         | ?              | [ 358 ] |
| Zofia Potocka                        | 1843 r.               | ?                     | smotrycka       | Juliusz Potocki                     | Aniela Anna Ursyn-Pruszyńska             | Rawicz         | [ 359 ] |
| Paweł Potocki                        | 01.01.1844 r.         | 10.12.1879 r.         | chrząstkowska   | Henryk Potocki                      | Helena Karolina Sułkowska                | Sulima         | [ 360 ] |
| Mikołaj Szczęsny Potocki             | 16.02.1845 r.         | 03.06.1921 r.         | tulczyńska      | Mieczysław Franciszek Józef Potocki | Emilia Świeykowska                       | Trzaska        | [ 361 ] |
| Oskar Potocki                        | 1845 r.               | 1913 r.               | buczacka        | Adam Potocki                        | Filipina Dittmayer von Rusfelden         | ?              | [ 362 ] |
| Leonia Potocka                       | 1847 r. (około)       | 21.10.1887 r.         | monastrzerzyska | Leon Potocki                        | Anna Młokosiewicz                        | Fuengirola     | [ 363 ] |
| Jerzy Potocki                        | 17.07.1848 r.         | 1849 r.               | chrząstkowska   | Tomasz Aleksander Adam Potocki      | Wanda Ossolińska                         | Topór          | [ 364 ] |
| Taida Potocka                        | 1849 r.               | 1916 r. (około)       | chrząstkowska   | Henryk Potocki                      | Helena Karolina Sułkowska                | Sulima         | [ 365 ] |
| Helena Potocka                       | 1857 r.               | 24.12.1896 r.         | smotrycka       | Juliusz Potocki                     | Aniela Anna Ursyn-Pruszyńska             | Rawicz         | [ 366 ] |
| Mikołaj Dominik Potocki              | 1858 r.               | 18.11.1916 r.         | smotrycka       | Juliusz Potocki                     | Aniela Anna Ursyn-Pruszyńska             | Rawicz         | [ 367 ] |
| Aleksander Potocki                   | 20.01.1850 r.         | ?                     | chrząstkowska   | Henryk Potocki                      | Helena Karolina Sułkowska                | Sulima         | [ 368 ] |
| Aniela Potocka                       | 1850 r.               | 20.02.1917 r.         | chrząstkowska   | Tomasz Aleksander Adam Potocki      | Wanda Ossolińska                         | Topór          | [ 369 ] |
| Joanna Matylda Ludwika Potocka       | 12.01.1851 r.         | 09.06.1928 r.         | chrząstkowska   | Tomasz Aleksander Adam Potocki      | Wanda Ossolińska                         | Topór          | [ 370 ] |
| Zdzisław Potocki                     | 1845 r.               | 1852 r.               | chrząstkowska   | Stefan Potocki                      | Julia Głogowska                          | Grzymała       | [ 371 ] |
| Zygmunt Jan Ludwik Potocki           | 26.12.1847 r.         | 1858 r.               | chrząstkowska   | Stefan Potocki                      | Julia Głogowska                          | Grzymała       | [ 372 ] |
| Teresa Potocka                       | 08.11.1849 r.         | 12.05.1935 r.         | chrząstkowska   | Stefan Potocki                      | Julia Głogowska                          | Grzymała       | [ 373 ] |
| Pokolenie XX                         |                       |                       |                 |                                     |                                          |                |         |
| Artur Potocki                        | 1816 r.               | 18.08.1834 r.         | łańcucka        | Alfred Potocki                      | Józefina Maria Czartoryska               | Drużyna        | [ 374 ] |
| Maria Potocka                        | ?.05.1818 r.          | ?.02.1822 r.          | krzeszowicka    | Artur Potocki                       | Zofia Branicka                           | Korczak        | [ 375 ] |
| Ewa Józefina Julia Potocka           | 10.08.1818 r.         | 21.05.1895 r.         | łańcucka        | Alfred Potocki                      | Józefina Maria Czartoryska               | Drużyna        | [ 376 ] |
| Maria Potocka                        | 1819 r.               | 1822 r.               | łańcucka        | Alfred Potocki                      | Józefina Maria Czartoryska               | Drużyna        | [ 377 ] |
| Zofia Ewa Potocka                    | 01.12.1820 r.         | 11.09.1892 r.         | łańcucka        | Alfred Potocki                      | Józefina Maria Czartoryska               | Drużyna        | [ 378 ] |
| Alfred Potocki                       | 1820 r.               | 1821 r.               | krzeszowicka    | Artur Potocki                       | Zofia Branicka                           | Korczak        | [ 379 ] |
| Artur Potocki                        | 1820 r. (około)       | ?                     | krzeszowicka    | Artur Potocki                       | Zofia Branicka                           | Korczak        | [ 380 ] |
| Leonia Wanda Potocka                 | 13.08.1821 r.         | 23.05.1893 r.         | tulczyńska      | Leon Potocki                        | Elżbieta Gołowkin                        | ?              | [ 381 ] |
| Adam Józef Mateusz Potocki           | 24.02.1822 r.         | 15.06.1872 r.         | krzeszowicka    | Artur Potocki                       | Zofia Branicka                           | Korczak        | [ 382 ] |
| Alfred Józef Marian Potocki          | 29.07.1822 r.         | 18.05.1889 r.         | łańcucka        | Alfred Potocki                      | Józefina Maria Czartoryska               | Drużyna        | [ 383 ] |
| Anna Elżbieta Potocka                | 1827 r.               | 25.02.1885 r.         | tulczyńska      | Leon Potocki                        | Elżbieta Gołowkin                        | ?              | [ 384 ] |
| Stefan Potocki                       | 1843 r.               | 05.03.1867 r.         | tulczyńska      | Konstanty Piotr Potocki             | Józefa Tyzenhauz                         | Bawół          | [ 385 ] |
| Maria Potocka                        | 1844 r.               | 28.02.1866 r.         | tulczyńska      | Konstanty Piotr Potocki             | Józefa Tyzenhauz                         | Bawół          | [ 386 ] |
| Konstanty Józef Potocki              | 1846 r.               | 09.07.1909 r.         | tulczyńska      | Konstanty Piotr Potocki             | Józefa Tyzenhauz                         | Bawół          | [ 387 ] |
| August Adam Potocki                  | 24.12.1847 r.         | 03.06.1905 r.         | podhajecka      | Maurycy Ludwik Eustachy Potocki     | Ludwika Józefina Bóbr-Piotrowicka        | Pilawa         | [ 388 ] |
| Maria Potocka                        | 1847 r.               | 27.12.1907 r.         | tulczyńska      | Włodzimierz Teodozjusz Potocki      | Henriette Després                        | ?              | [ 389 ] |
| Pelagia Maria Potocka                | 06.10.1848 r.         | 06.12.1901 r.         | tulczyńska      | Konstanty Piotr Potocki             | Józefa Tyzenhauz                         | Bawół          | [ 390 ] |
| Natalia Zofia Maria Potocka          | 14.04.1849 r.         | 29.12.1916 r.         | podhajecka      | Maurycy Ludwik Eustachy Potocki     | Ludwika Józefina Bóbr-Piotrowicka        | Pilawa         | [ 391 ] |
| Maria Anna Natalia Potocka           | 25.06.1850 r.         | 12.12.1945 r.         | podhajecka      | Maurycy Ludwik Eustachy Potocki     | Ludwika Józefina Bóbr-Piotrowicka        | Pilawa         | [ 392 ] |
| Ignacy Aleksander Ksawery Potocki    | 1856 r. (około)       | 27.08.1856 r.         | podhajecka      | Stanisław Potocki                   | Maria Konstancja Sapieha                 | Lis            | [ 393 ] |
| Eustachy Maurycy Aleksander Potocki  | 08.01.1859 r.         | 18.11.1914 r.         | podhajecka      | Maurycy Ludwik Eustachy Potocki     | Ludwika Józefina Bóbr-Piotrowicka        | Pilawa         | [ 394 ] |
| Karol Wojciech Potocki               | 1859 r.               | 30.11.1885 r.         | chrząstkowska   | Antoni Józef Tomasz Potocki         | Izabela Maria Józefa Borch               | Trzy Kawki     | [ 395 ] |
| Maurycy Aleksander Potocki           | 1859 r. (około)       | ?                     | podhajecka      | Maurycy Ludwik Eustachy Potocki     | Ludwika Józefina Bóbr-Piotrowicka        | Pilawa         | [ 396 ] |
| Tomasz Ludwik Potocki                | 12.05.1860 r.         | 26.11.1912 r.         | chrząstkowska   | Antoni Józef Tomasz Potocki         | Izabela Maria Józefa Borch               | Trzy Kawki     | [ 397 ] |
| Władysław Michał Marian Potocki      | 1862 r.               | 05.02.1924 r.         | chrząstkowska   | Antoni Józef Tomasz Potocki         | Izabela Maria Józefa Borch               | Trzy Kawki     | [ 398 ] |
| Jakub Ksawery Potocki                | 26.01.1863 r.         | 28.09.1934 r.         | podhajecka      | Stanisław Potocki                   | Maria Konstancja Sapieha                 | Lis            | [ 399 ] |
| Aleksandra Maria Helena Potocka      | 29.04.1863 r.         | 13.01.1918 r.         | chrząstkowska   | Witołd Leopold Jan Potocki          | Maria Pelagia Florkiewicz von Młoszowa   | Ozdoba         | [ 400 ] |
| Izabela Potocka                      | 02.10.1864 r.         | 21.03.1883 r.         | podhajecka      | Stanisław Potocki                   | Maria Konstancja Sapieha                 | Lis            | [ 401 ] |
| Helena Potocka                       | 1864 r.               | 1946 r.               | chrząstkowska   | Stanisław Jan Władysław Potocki     | Maria Ostrowska                          | Korab          | [ 402 ] |
| Oswald Potocki                       | 15.12.1866 r.         | 22.02.1920 r.         | buczacka        | Nikodem Józef Potocki               | Ludwika Jabłonowska                      | Prus III       | [ 403 ] |
| Jan Nepomucen Potocki                | 29.04.1867 r.         | 13.03.1943 r.         | monastrzerzyska | Stanisław Wojciech Antoni Potocki   | Anna Zofia Działyńska                    | Ogończyk       | [ 404 ] |
| Ludwik Karol Potocki                 | 21.12.1867 r.         | 1937 r.               | buczacka        | Nikodem Józef Potocki               | Ludwika Jabłonowska                      | Prus III       | [ 405 ] |
| Edmund Henryk Potocki                | 21.12.1867 r.         | ?                     | buczacka        | Nikodem Józef Potocki               | Ludwika Jabłonowska                      | Prus III       | [ 406 ] |
| Juliusz Paweł Adam Potocki           | 1867 r.               | 25.10.1925 r.         | chrząstkowska   | Witołd Leopold Jan Potocki          | Maria Pelagia Florkiewicz von Młoszowa   | Ozdoba         | [ 407 ] |
| August Stanisław Potocki             | 20.05.1868 r.         | 01.11.1927 r.         | chrząstkowska   | Stanisław Jan Władysław Potocki     | Maria Ostrowska                          | Korab          | [ 408 ] |
| Józef Marian Joachim Potocki         | ?.08.1868 r.          | 25.01.1918 r.         | monastrzerzyska | Stanisław Wojciech Antoni Potocki   | Anna Zofia Działyńska                    | Ogończyk       | [ 409 ] |
| Filipina Potocka                     | 1868 r.               | ?                     | buczacka        | Nikodem Józef Potocki               | Ludwika Jabłonowska                      | Prus III       | [ 410 ] |
| Izabella Maria Karolina Potocka      | 1869 r.               | 25.03.1935 r.         | chrząstkowska   | Witołd Leopold Jan Potocki          | Maria Pelagia Florkiewicz von Młoszowa   | Ozdoba         | [ 411 ] |
| Piotr Potocki                        | ?.01.1870 r.          | 04.03.1870 r.         | monastrzerzyska | Stanisław Wojciech Antoni Potocki   | Anna Zofia Działyńska                    | Ogończyk       | [ 412 ] |
| Marianna Potocka                     | 10.08.1870 r.         | 10.08.1870 r.         | chrząstkowska   | Stanisław Jan Władysław Potocki     | Maria Ostrowska                          | Korab          | [ 413 ] |
| Judyta Potocka de Montalk            | 1870 r.               | ?                     | de Montalk      | Edmund Józef Potocki de Montalk     | Aleksandryna Southerland-MacAlister      | ?              | [ 414 ] |
| Piotr Przemysław Potocki             | 28.07.1871 r.         | 1874 r.               | monastrzerzyska | Stanisław Wojciech Antoni Potocki   | Anna Zofia Działyńska                    | Ogończyk       | [ 415 ] |
| Maria Karolina Potocka               | 30.08.1871 r.         | 03.05.1941 r.         | chrząstkowska   | Witołd Leopold Jan Potocki          | Maria Pelagia Florkiewicz von Młoszowa   | Ozdoba         | [ 416 ] |
| Robert Władysław Potocki de Montalk  | 1871 r.               | 1942 r.               | de Montalk      | Edmund Józef Potocki de Montalk     | Aleksandryna Southerland-MacAlister      | ?              | [ 418 ] |
| Maria Elżbieta Celestyna Potocka     | 12.11.1872 r.         | 06.02.1961 r.         | monastrzerzyska | Stanisław Wojciech Antoni Potocki   | Anna Zofia Działyńska                    | Ogończyk       | [ 419 ] |
| Margaret Potocka de Montalk          | 1873 r.               | ?                     | de Montalk      | Edmund Józef Potocki de Montalk     | Aleksandryna Southerland-MacAlister      | ?              | [ 420 ] |
| Paweł Przemysław Potocki             | 15.10.1874 r.         | 16.03.1894 r.         | monastrzerzyska | Stanisław Wojciech Antoni Potocki   | Anna Zofia Działyńska                    | Ogończyk       | [ 421 ] |
| Edmund Arnold Potocki de Montalk     | 1874 r.               | ?                     | de Montalk      | Edmund Józef Potocki de Montalk     | Aleksandryna Southerland-MacAlister      | ?              | [ 422 ] |
| Henry Potocki de Montalk             | 26.12.1875 r.         | ?                     | de Montalk      | Edmund Józef Potocki de Montalk     | Aleksandryna Southerland-MacAlister      | ?              | [ 423 ] |
| Cecylia Maria Anuncjata Potocka      | 23.03.1876 r.         | 05.06.1962 r.         | monastrzerzyska | Stanisław Wojciech Antoni Potocki   | Anna Zofia Działyńska                    | Ogończyk       | [ 424 ] |
| Dominik Kazimierz Potocki            | 23.10.1877 r.         | 07.10.1939 r.         | monastrzerzyska | Stanisław Wojciech Antoni Potocki   | Anna Zofia Działyńska                    | Ogończyk       | [ 425 ] |
| Antoni Tytus Stanisław Potocki       | 04.01.1880 r.         | 03.05.1952 r.         | monastrzerzyska | Stanisław Wojciech Antoni Potocki   | Anna Zofia Działyńska                    | Ogończyk       | [ 426 ] |
| James Mantell Potocki de Montalk     | 1880 r.               | ?                     | de Montalk      | Edmund Józef Potocki de Montalk     | Aleksandryna Southerland-MacAlister      | ?              | [ 427 ] |
| John Potocki de Montalk              | 1880 r. (około)       | ?                     | de Montalk      | Edmund Józef Potocki de Montalk     | Aleksandryna Southerland-MacAlister      | ?              | [ 428 ] |
| Emily Potocka de Montalk             | 1881 r.               | ?                     | de Montalk      | Edmund Józef Potocki de Montalk     | Aleksandryna Southerland-MacAlister      | ?              | [ 429 ] |
| George Potocki de Montalk            | 1883 r.               | ?                     | de Montalk      | Edmund Józef Potocki de Montalk     | Aleksandryna Southerland-MacAlister      | ?              | [ 430 ] |
| Jean Potocka de Montalk              | 1885 r.               | ?                     | de Montalk      | Edmund Józef Potocki de Montalk     | Aleksandryna Southerland-MacAlister      | ?              | [ 431 ] |
| Victoria Potocka de Montalk          | 1887 r.               | ?                     | de Montalk      | Edmund Józef Potocki de Montalk     | Aleksandryna Southerland-MacAlister      | ?              | [ 432 ] |
| Aleksander Potocki de Montalk        | 1890 r.               | ?                     | de Montalk      | Edmund Józef Potocki de Montalk     | Aleksandryna Southerland-MacAlister      | ?              | [ 433 ] |
| Henryk Potocki                       | 08.04.1893 r.         | 14.03.1971 r.         | smotrycka       | Adam Potocki                        | Gabriela Florentyna Iwanowska            | Rogala         | [ 434 ] |
| Artur Maria Kazimierz Potocki        | 14.11.1893 r.         | 14.08.1974 r.         | buczacka        | Artur Potocki                       | Filipina Dittmayer von Rusfelden         | ?              | [ 435 ] |
| Helena Maria Aleksasndra Potocka     | 14.12.1896 r.         | 04.08.1986 r.         | buczacka        | Artur Potocki                       | Filipina Dittmayer von Rusfelden         | ?              | [ 436 ] |
| Stanisław Kostka Potocki             | 06.11.1903 r.         | 26.07.1978 r.         | smotrycka       | Adam Potocki                        | Gabriela Florentyna Iwanowska            | Rogala         | [ 437 ] |
| Adam Potocki                         | 1916 r.               | 1945 r. (około)       | smotrycka       | Mikołaj Dominik Potocki             | Urszula Goldberg                         | ?              | [ 438 ] |
| Pokolenie XXI                        |                       |                       |                 |                                     |                                          |                |         |
| Róża Potocka                         | 07.01.1849 r.         | 21.08.1937 r.         | krzeszowicka    | Adam Józef Mateusz Potocki          | Katarzyna Branicka                       | Korczak        | [ 439 ] |
| Artur Władysław Józef Potocki        | 14.06.1850 r.         | 27.03.1890 r.         | krzeszowicka    | Adam Józef Mateusz Potocki          | Katarzyna Branicka                       | Korczak        | [ 440 ] |
| Zofia Potocka                        | 07.11.1851 r.         | 29.01.1927 r.         | krzeszowicka    | Adam Józef Mateusz Potocki          | Katarzyna Branicka                       | Korczak        | [ 441 ] |
| Roman Alfred Maria Potocki           | 03.12.1851 r.         | 24.09.1915 r.         | łańcucka        | Alfred Józef Marian Potocki         | Józefina Maria Czartoryska               | Pogoń Litewska | [ 442 ] |
| Julia Potocka                        | 12.11.1854 r.         | 22.09.1921 r.         | łańcucka        | Alfred Józef Marian Potocki         | Józefina Maria Czartoryska               | Pogoń Litewska | [ 443 ] |
| Maria Potocka                        | 22.10.1855 r.         | 08.03.1934 r.         | krzeszowicka    | Adam Józef Mateusz Potocki          | Katarzyna Branicka                       | Korczak        | [ 444 ] |
| Klementyna Potocka                   | ?.10.1856 r.          | 07.06.1921 r.         | łańcucka        | Alfred Józef Marian Potocki         | Józefina Maria Czartoryska               | Pogoń Litewska | [ 445 ] |
| Wanda Potocka                        | 1859 r.               | 06.08.1878 r.         | krzeszowicka    | Adam Józef Mateusz Potocki          | Katarzyna Branicka                       | Korczak        | [ 446 ] |
| Andrzej Kazimierz Potocki            | 10.06.1861 r.         | 12.04.1908 r.         | krzeszowicka    | Adam Józef Mateusz Potocki          | Katarzyna Branicka                       | Korczak        | [ 447 ] |
| Józef Mikołaj Ksawery Potocki        | 09.09.1862 r.         | 25.08.1922 r.         | łańcucka        | Alfred Józef Marian Potocki         | Józefina Maria Czartoryska               | Pogoń Litewska | [ 448 ] |
| Anna Potocka                         | 28.09.1863 r.         | 15.02.1953 r.         | krzeszowicka    | Adam Józef Mateusz Potocki          | Katarzyna Branicka                       | Korczak        | [ 449 ] |
| Franciszek Salezy Stanisław Potocki  | 14.02.1877 r.         | 06.10.1949 r.         | tulczyńska      | Konstanty Józef Potocki             | Joanna Matylda Ludwika Potocka           | Pilawa         | [ 450 ] |
| Maria Pelagia Józefa Potocka         | 24.06.1878 r.         | 09.01.1930 r.         | tulczyńska      | Konstanty Józef Potocki             | Joanna Matylda Ludwika Potocka           | Pilawa         | [ 451 ] |
| Jan Tomasz Potocki                   | 05.03.1880 r.         | 09.07.1972 r.         | tulczyńska      | Konstanty Józef Potocki             | Joanna Matylda Ludwika Potocka           | Pilawa         | [ 452 ] |
| Wieńczysław Potocki                  | 22.06.1881 r.         | 06.04.1888 r.         | tulczyńska      | Konstanty Józef Potocki             | Joanna Matylda Ludwika Potocka           | Pilawa         | [ 453 ] |
| Anna Potocka                         | 1881 r.               | ?                     | podhajecka      | Eustachy Maurycy Aleksander Potocki | Anna Aniela Poleżak                      | ?              | [ 454 ] |
| Maria Potocka                        | 20.03.1882 r.         | 30.09.1919 r.         | podhajecka      | Eustachy Maurycy Aleksander Potocki | Anna Aniela Poleżak                      | ?              | [ 455 ] |
| Zofia Barbara Potocka                | 04.12.1883 r.         | 30.10.1974 r.         | tulczyńska      | Konstanty Józef Potocki             | Joanna Matylda Ludwika Potocka           | Pilawa         | [ 456 ] |
| Tomasz Konstanty Potocki             | ?.08.1885 r.          | 16.10.1914 r.         | tulczyńska      | Konstanty Józef Potocki             | Joanna Matylda Ludwika Potocka           | Pilawa         | [ 457 ] |
| Maurycy Potocki                      | 1888 r.               | 25.08.1898 r.         | podhajecka      | Eustachy Maurycy Aleksander Potocki | Anna Aniela Poleżak                      | ?              | [ 458 ] |
| Aleksander Wieńczysław Potocki       | 15.04.1889 r.         | 20.02.1907 r.         | tulczyńska      | Konstanty Józef Potocki             | Joanna Matylda Ludwika Potocka           | Pilawa         | [ 459 ] |
| Aniela Maria Izabella Potocka        | 1891 r.               | 25.03.1924 r.         | chrząstkowska   | Tomasz Ludwik Potocki               | Ludwika Bnińska                          | Łodzia         | [ 460 ] |
| Antoni Karol Jan Potocki             | 31.05.1892 r.         | 01.01.1929 r.         | chrząstkowska   | Władysław Michał Marian Potocki     | Elżbieta Józefa Maria Brzozowska         | Belina         | [ 461 ] |
| Jan? Potocki                         | 23.05.1893 r.         | 23.05.1893 r.         | monastrzerzyska | Jan Nepomucen Potocki               | Róża Maria Alfonsyna Wodzicka            | Leliwa         | [ 462 ] |
| Pelagia Potocka                      | 1893 r.               | 04.01.1896 r.         | chrząstkowska   | Władysław Michał Marian Potocki     | Elżbieta Józefa Maria Brzozowska         | Belina         | [ 463 ] |
| Elżbieta Maria Potocka               | 14 IX 1893            | 14 IX 1983            | chrząstkowska   | Tomasz Ludwik Potocki               | Ludwika Bnińska                          | Łodzia         | [ 464 ] |
| Stanisław Potocki-Czarnecki          | 07.01.1894 r.         | 23.09.1977 r.         | monastrzerzyska | Józef Marian Joachim Potocki        | Helena Maria Florentyna Czarnecka        | Prus III       | [ 465 ] |
| Maurycy Stanisław Potocki            | 16.05.1894 r.         | 16.05.1949 r.         | podhajecka      | August Adam Potocki                 | Eugenia Wojnicz-Sianożęcka               | Nałęcz         | [ 466 ] |
| Anna Potocka                         | 05.05.1895 r.         | 08.09.1964 r.         | monastrzerzyska | Józef Marian Joachim Potocki        | Helena Maria Florentyna Czarnecka        | Prus III       | [ 467 ] |
| Maria Magdalena Florentyna Potocka   | 05.05.1895 r.         | 09.09.1964 r.         | chrząstkowska   | Tomasz Ludwik Potocki               | Ludwika Bnińska                          | Łodzia         | [ 468 ] |
| Teresa Jadwiga Maria Potocka         | 16.06.1895 r.         | 1942 r.               | monastrzerzyska | Jan Nepomucen Potocki               | Róża Maria Alfonsyna Wodzicka            | Leliwa         | [ 469 ] |
| Zofia Maria Antonina Potocka         | 10.05.1895 r.         | 01.07.1971 r.         | chrząstkowska   | Władysław Michał Marian Potocki     | Elżbieta Józefa Maria Brzozowska         | Belina         | [ 470 ] |
| Maria Beata Antonina Potocka         | 08.09.1896 r.         | 09.05.1976 r.         | monastrzerzyska | Józef Marian Joachim Potocki        | Helena Maria Florentyna Czarnecka        | Prus III       | [ 471 ] |
| Elżbieta Potocka                     | 18.11.1897 r.         | 10.04.1979 r.         | monastrzerzyska | Józef Marian Joachim Potocki        | Helena Maria Florentyna Czarnecka        | Prus III       | [ 472 ] |
| Maria Elżbieta Potocka               | 16.01.1896 r.         | 18.08.1902 r.         | chrząstkowska   | Władysław Michał Marian Potocki     | Elżbieta Józefa Maria Brzozowska         | Belina         | [ 473 ] |
| Aleksander Klemens Antoni Potocki    | 23.11.1896 r.         | 13.06.1982 r.         | monastrzerzyska | Jan Nepomucen Potocki               | Róża Maria Alfonsyna Wodzicka            | Leliwa         | [ 474 ] |
| Anna Potocka                         | 1896 r.               | 28.09.1898 r.         | podhajecka      | Eustachy Maurycy Aleksander Potocki | Anna Aniela Poleżak                      | ?              | [ 475 ] |
| Izabella Potocka                     | 25.10.1897 r.         | 28.08.1898 r.         | podhajecka      | Eustachy Maurycy Aleksander Potocki | Anna Aniela Poleżak                      | ?              | [ 476 ] |
| Elżbieta Maria Antonina Potocka      | 01.05.1898 r.         | 14.09.1958 r.         | chrząstkowska   | Władysław Michał Marian Potocki     | Elżbieta Józefa Maria Brzozowska         | Belina         | [ 477 ] |
| Tomasz Potocki                       | 18.07.1898 r.         | 1978 r.               | chrząstkowska   | Juliusz Paweł Adam Potocki          | Maria Zamoyska                           | Jelita         | [ 478 ] |
| Alberta Maria Paula Potocka          | 10.02.1899 r.         | 17.10.1968 r.         | chrząstkowska   | August Stanisław Potocki            | Maria Anna Paulina Wielopolska           | Starykoń       | [ 479 ] |
| Jadwiga Maria Potocka                | 20.08.1899 r.         | 22.09.1963 r.         | monastrzerzyska | Jan Nepomucen Potocki               | Róża Maria Alfonsyna Wodzicka            | Leliwa         | [ 480 ] |
| Karol Anatol Potocki                 | 05.02.1900 r.         | 19.04.1977 r.         | chrząstkowska   | Władysław Michał Marian Potocki     | Elżbieta Józefa Maria Brzozowska         | Belina         | [ 481 ] |
| Antoni Potocki                       | 10.04.1900 r.         | 13.03.1969 r.         | chrząstkowska   | Juliusz Paweł Adam Potocki          | Maria Zamoyska                           | Jelita         | [ 482 ] |
| Cecylia Maria Jadwiga Potocka        | 25.05.1900 r.         | 17.11.1978 r.         | monastrzerzyska | Dominik Kazimierz Potocki           | Helena Badeni                            | Bończa         | [ 483 ] |
| Maria Józefa Antonina Potocka        | 01.07.1900 r.         | 25.10.1988 r.         | monastrzerzyska | Józef Marian Joachim Potocki        | Helena Maria Florentyna Czarnecka        | Prus III       | [ 484 ] |
| Klemens Potocki                      | 11.06.1901 r.         | 12.06.1977 r.         | chrząstkowska   | Juliusz Paweł Adam Potocki          | Maria Zamoyska                           | Jelita         | [ 485 ] |
| Róża Potocka                         | 1901 r.               | 30.08.1903 r.         | chrząstkowska   | Tomasz Ludwik Potocki               | Pelagia Józefa Eliza Brzozowska          | Belina         | [ 486 ] |
| Aniela Maria Józefa Potocka          | 11.03.1902 r.         | ?                     | podhajecka      | Eustachy Maurycy Aleksander Potocki | Anna Aniela Poleżak                      | ?              | [ 487 ] |
| Stanisław Jan Zygmunt Potocki        | 04.10.1902 r.         | 1983 r.               | chrząstkowska   | August Stanisław Potocki            | Maria Anna Paulina Wielopolska           | Starykoń       | [ 488 ] |
| Pelagia Potocka                      | 27.11.1902 r.         | 06.08.1948 r.         | chrząstkowska   | Tomasz Ludwik Potocki               | Pelagia Józefa Eliza Brzozowska          | Belina         | [ 489 ] |
| Geoffrey Potocki de Montalk          | 06.10.1903 r.         | 14.04.1997 r.         | de Montalk      | Robert Władysław Potocki de Montalk | Annie Maud Vaile                         | –              | [ 490 ] |
| Stefan Cedryk Potocki de Montalk     | 23.04.1905 r.         | 14.08.1975 r.         | de Montalk      | Robert Władysław Potocki de Montalk | Annie Maud Vaile                         | –              | [ 491 ] |
| Irena Elżbieta Potocka               | 10.05.1905 r. (około) | 31.03.1984 r.         | chrząstkowska   | Tomasz Ludwik Potocki               | Pelagia Józefa Eliza Brzozowska          | Belina         | [ 492 ] |
| Ludwika Potocka                      | 1905 r.               | 16.07.1994 r.         | buczacka        | Ludwik Karol Potocki                | Andromacha Mineyko                       | Gozdawa        | [ 493 ] |
| Ignacy Potocki                       | 30.05.1906 r.         | 08.11.1994 r.         | monastrzerzyska | Jan Nepomucen Potocki               | Maria Helena Szajer                      | ?              | [ 494 ] |
| Krzysztof Potocki                    | 31.05.1906 r.         | ?.04.1940 r.          | chrząstkowska   | Tomasz Ludwik Potocki               | Pelagia Józefa Eliza Brzozowska          | Belina         | [ 495 ] |
| Anna Gabriela Maria Potocka          | 21.09.1909 r.         | 30.03.2009 r.         | monastrzerzyska | Dominik Kazimierz Potocki           | Helena Badeni                            | Bończa         | [ 496 ] |
| Andrzej Antoni Władysław Potocki     | 15.12.1910 r.         | 10.11.1988 r.         | monastrzerzyska | Antoni Tytus Stanisław Potocki      | Krystyna Jakobina Maria Trzecieska       | Strzemię       | [ 497 ] |
| Stefan Potocki                       | 28.04.1911 r.         | 12.04.1987 r.         | monastrzerzyska | Dominik Kazimierz Potocki           | Helena Badeni                            | Bończa         | [ 498 ] |
| Zofia Maria Potocka                  | 24.05.1911 r.         | 14.08.1968 r.         | monastrzerzyska | Jan Nepomucen Potocki               | Maria Helena Szajer                      | ?              | [ 499 ] |
| Maria Jadwiga Potocka                | 19.09.1912 r.         | 10.06.1998 r.         | monastrzerzyska | Jan Nepomucen Potocki               | Maria Helena Szajer                      | ?              | [ 500 ] |
| Jerzy Przemysław Antoni Potocki      | 03.08.1913 r.         | 03.01.1983 r.         | monastrzerzyska | Antoni Tytus Stanisław Potocki      | Krystyna Jakobina Maria Trzecieska       | Strzemię       | [ 501 ] |
| Jan Władysław Potocki                | 19.06.1919 r.         | 2012 r.               | monastrzerzyska | Jan Nepomucen Potocki               | Maria Helena Szajer                      | ?              | [ 502 ] |
| Henry Potocki de Montalk             | 1910 r. (około)       | ?                     | de Montalk      | Henry Potocki de Montalk            | Margaret Louisa Soper                    | –              | [ 503 ] |
| Eva Mary Potocka de Montalk          | 1910 r. (około)       | ?                     | de Montalk      | Henry Potocki de Montalk            | Margaret Louisa Soper                    | –              | [ 504 ] |
| Kenneth William Potocki de Montalk   | 1910 r. (około)       | ?                     | de Montalk      | Henry Potocki de Montalk            | Margaret Louisa Soper                    | –              | [ 505 ] |
| Mikołaj Potocki                      | 1924 r.               | ?                     | buczacka        | Artur Maria Kazimierz Potocki       | Leontyna Olesza                          | ?              | [ 506 ] |
| Jakub Potocki                        | 1924 r.               | ?                     | buczacka        | Artur Maria Kazimierz Potocki       | Leontyna Olesza                          | ?              | [ 507 ] |
| Pokolenie XXII                       |                       |                       |                 |                                     |                                          |                |         |
| Róża Maria Deodata Potocka           | 06.05.1878 r.         | 26.05.1931 r.         | krzeszowicka    | Artur Władysław Józef Potocki       | Róża Zofia Lubomirska                    | Drużyna        | [ 508 ] |
| Zofia Maria Róża Potocka             | 21.04.1879 r.         | 16.11.1933 r.         | krzeszowicka    | Artur Władysław Józef Potocki       | Róża Zofia Lubomirska                    | Drużyna        | [ 509 ] |
| Jerzy Józef Henryk Potocki           | 21.01.1889 r.         | 20.09.1961 r.         | łańcucka        | Roman Alfred Maria Potocki          | Elżbieta Maria Matylda Radziwiłł         | Trąby          | [ 510 ] |
| Katarzyna Iza Maria Potocka          | 16.10.1890 r.         | 02.02.1977 r.         | krzeszowicka    | Andrzej Kazimierz Potocki           | Krystyna Tyszkiewicz-Łohojska            | Leliwa         | [ 511 ] |
| Maria Potocka                        | 21.11.1891 r.         | 07.11.1918 r.         | krzeszowicka    | Andrzej Kazimierz Potocki           | Krystyna Tyszkiewicz-Łohojska            | Leliwa         | [ 512 ] |
| Izabela Maria Potocka                | 09.09.1893 r.         | 1962 r.               | krzeszowicka    | Andrzej Kazimierz Potocki           | Krystyna Tyszkiewicz-Łohojska            | Leliwa         | [ 513 ] |
| Roman Antoni Potocki                 | 03.06.1893 r.         | 05.09.1971 r.         | łańcucka        | Józef Mikołaj Ksawery Potocki       | Helena Augustyna Paulina Radziwiłł       | Trąby          | [ 514 ] |
| Krystyna Potocka                     | 24.11.1894 r.         | 24.02.1963 r.         | krzeszowicka    | Andrzej Kazimierz Potocki           | Krystyna Tyszkiewicz-Łohojska            | Leliwa         | [ 515 ] |
| Józef Alfred Henryk Potocki          | 08.04.1895 r.         | 12.09.1968 r.         | łańcucka        | Józef Mikołaj Ksawery Potocki       | Helena Augustyna Paulina Radziwiłł       | Trąby          | [ 516 ] |
| Alfred Antoni Wilhelm Potocki        | 14.07.1886 r.         | 30.03.1958 r.         | łańcucka        | Roman Alfred Maria Potocki          | Elżbieta Maria Matylda Radziwiłł         | Trąby          | [ 517 ] |
| Adam Władysław Artur Potocki         | 01.12.1896 r.         | 16.11.1966 r.         | krzeszowicka    | Andrzej Kazimierz Potocki           | Krystyna Tyszkiewicz-Łohojska            | Leliwa         | [ 518 ] |
| Artur Antoni Bonawentura Potocki     | 14.12.1899 r.         | 10.12.1941 r.         | krzeszowicka    | Andrzej Kazimierz Potocki           | Krystyna Tyszkiewicz-Łohojska            | Leliwa         | [ 519 ] |
| Andrzej Maria Franciszek Potocki     | 13.12.1900 r.         | 28.09.1939 r.         | krzeszowicka    | Andrzej Kazimierz Potocki           | Krystyna Tyszkiewicz-Łohojska            | Leliwa         | [ 520 ] |
| Zofia Potocka                        | 11.08.1902 r.         | 06.05.1943 r.         | krzeszowicka    | Andrzej Kazimierz Potocki           | Krystyna Tyszkiewicz-Łohojska            | Leliwa         | [ 521 ] |
| Ignacy Konstanty Józef Potocki       | 23.03.1904 r.         | 11.11.1937 r.         | tulczyńska      | Franciszek Salezy Stanisław Potocki | Małgorzata Maria Elżbieta Radziwiłł      | Trąby          | [ 522 ] |
| Joanna Potocka                       | 21.09.1904 r.         | 30.05.1967 r.         | krzeszowicka    | Andrzej Kazimierz Potocki           | Krystyna Tyszkiewicz-Łohojska            | Leliwa         | [ 523 ] |
| Jarosław Potocki                     | 24.07.1905 r.         | 19.09.1965 r.         | tulczyńska      | Jan Tomasz Potocki                  | Janina Zamoyska                          | Jelita         | [ 524 ] |
| Róża Maria Magdalena Potocka         | 15.04.1906 r.         | 07.07.1984 r.         | tulczyńska      | Franciszek Salezy Stanisław Potocki | Małgorzata Maria Elżbieta Radziwiłł      | Trąby          | [ 525 ] |
| Pelagia Józefina Aniela Potocka      | 14.01.1909 r.         | 06.10.1994 r.         | tulczyńska      | Franciszek Salezy Stanisław Potocki | Małgorzata Maria Elżbieta Radziwiłł      | Trąby          | [ 526 ] |
| Konstanty Jan Paweł Potocki          | 26.06.1910 r.         | 15.12.1988 r.         | tulczyńska      | Franciszek Salezy Stanisław Potocki | Małgorzata Maria Elżbieta Radziwiłł      | Trąby          | [ 527 ] |
| Stefan Eugeniusz Potocki             | 29.05.1921 r.         | 19.05.1937 r.         | chrząstkowska   | Tomasz Potocki                      | Róża Elżbieta Maria Lubomirska           | Drużyna        | [ 528 ] |
| Maria Róża Potocka                   | 29.05.1921 r.         | 31.03.1927 r.         | chrząstkowska   | Tomasz Potocki                      | Róża Elżbieta Maria Lubomirska           | Drużyna        | [ 529 ] |
| Krystyna Maria Róża Potocka          | 17.02.1923 r.         | 11.03.1997 r.         | monastrzerzyska | Aleksander Klemens Antoni Potocki   | Elżbieta Antonina Trzecieska             | Strzemię       | [ 530 ] |
| Józef Maria Potocki-Czarnecki        | 15.10.1923 r.         | 11.12.1988 r.         | monastrzerzyska | Stanisław Potocki-Czarnecki         | Józefa Elżbieta Pelagia Brzozowska       | Belina         | [ 531 ] |
| Maurycy Władysław Maria Potocki      | 21.01.1924 r.         | 15.10.1943 r.         | chrząstkowska   | Klemens Potocki                     | Zofia Róża Maria Tyszkiewicz-Łohojska    | Leliwa         | [ 532 ] |
| Antoni Jerzy Jakub Potocki           | 26.09.1924 r.         | –                     | monastrzerzyska | Aleksander Klemens Antoni Potocki   | Elżbieta Antonina Trzecieska             | Strzemię       | [ 533 ] |
| Przemysław Maria Potocki-Czarnecki   | 07.06.1925 r.         | 02.02.2003 r.         | monastrzerzyska | Stanisław Potocki-Czarnecki         | Józefa Elżbieta Pelagia Brzozowska       | Belina         | [ 534 ] |
| Maria Helena Potocka-Czarnecka       | 27.03.1927 r.         | 1974 r.               | monastrzerzyska | Stanisław Potocki-Czarnecki         | Józefa Elżbieta Pelagia Brzozowska       | Belina         | [ 535 ] |
| Helena Maria Potocka-Czarnecka       | 04.07.1928 r.         | 21.05.1987 r.         | monastrzerzyska | Stanisław Potocki-Czarnecki         | Józefa Elżbieta Pelagia Brzozowska       | Belina         | [ 536 ] |
| Natalia Maria Janina Potocka         | 21.09.1929 r.         | 08.09.1974 r.         | podhajecka      | Maurycy Stanisław Potocki           | Maria Gąsiorowska                        | –              | [ 537 ] |
| Jerzy Jan Ignacy Potocki             | 03.03.1932 r.         | 04.09.1966 r.         | monastrzerzyska | Ignacy Potocki                      | Mat Any Jane O’Dell                      | –              | [ 538 ] |
| Anna Maria Potocka-Czarnecka         | 27.07.1932 r.         | 09.06.2006 r.         | monastrzerzyska | Stanisław Potocki-Czarnecki         | Józefa Elżbieta Pelagia Brzozowska       | Belina         | [ 539 ] |
| Teresa Maria Potocka                 | 03.08.1932 r.         | –                     | chrząstkowska   | Karol Anatol Potocki                | Krystyna Brzozowska                      | Belina         | [ 540 ] |
| Cecylia Maria Potocka                | 11.10.1933 r.         | 30.08.1963 r.         | chrząstkowska   | Karol Anatol Potocki                | Krystyna Brzozowska                      | Belina         | [ 541 ] |
| Julita Maria Julitta Potocka         | 26.07.1935            | 19.01.2015            | chrząstkowska   | Karol Anatol Potocki                | Krystyna Brzozowska                      | Belina         | [ 542 ] |
| Maria Kinga Potocka                  | 05.08.1935 r.         | 24.01.2021 r.         | monastrzerzyska | Ignacy Potocki                      | Anna Maria Mycielska                     | Dołęga         | [ 543 ] |
| Włodzimierz Maria Potocki-Czarnecki  | 05.09.1935 r.         | 16.03.2005 r.         | monastrzerzyska | Stanisław Potocki-Czarnecki         | Józefa Elżbieta Pelagia Brzozowska       | Belina         | [ 544 ] |
| Władysław Antoni Potocki             | 07.08.1936 r.         | 12.02.2004 r.         | chrząstkowska   | Karol Anatol Potocki                | Krystyna Brzozowska                      | Belina         | [ 545 ] |
| Krystyna Zofia Maria Potocka         | 06.10.1937 r.         | –                     | chrząstkowska   | Karol Anatol Potocki                | Krystyna Brzozowska                      | Belina         | [ 546 ] |
| Tomasz Józef Potocki                 | 09.12.1937 r.         | –                     | chrząstkowska   | Krzysztof Potocki                   | Aniela Skibniewska                       | Ślepowron      | [ 547 ] |
| Władysław Maria Jan Potocki          | 15.11.1940 r.         | –                     | monastrzerzyska | Ignacy Potocki                      | Anna Maria Mycielska                     | Dołęga         | [ 548 ] |
| Maria Gabriela Potocka               | 10.07.1942 r.         | 10.07.1942 r.         | monastrzerzyska | Jerzy Przemysław Antoni Potocki     | Maria Aniela Straszewska                 | Radwan         | [ 549 ] |
| Georgette Maria Potocka              | 19.10.1942 r.         | –                     | chrząstkowska   | Antoni Potocki                      | Gloria Griffiths                         | –              | [ 550 ] |
| Justyn Piotr Potocki de Montalk      | 09.01.1943 r.         | –                     | de Montalk      | Stefan Cedryk Potocki de Montalk    | Jadwiga Maria Marcelina Łoś              | Dąbrowa        | [ 551 ] |
| Alicja Maria Potocka                 | 23.10.1943 r.         | 08.07.2020 r.         | monastrzerzyska | Jan Władysław Potocki               | Jadwiga Neusser                          | –              | [ 552 ] |
| Dorota Maria Anna Potocka            | 30.01.1944 r.         | 08.02.2015 r.         | monastrzerzyska | Jerzy Przemysław Antoni Potocki     | Maria Aniela Straszewska                 | Radwan         | [ 553 ] |
| Stephanie de Montalk                 | 1945 r.               |                       | de Montalk      | Kenneth William Potocki de Montalk  |                                          |                | [ 554 ] |
| Krystyna Potocka                     | 05.03.1947 r.         | –                     | monastrzerzyska | Jan Władysław Potocki               | Maria Kluz                               | –              | [ 555 ] |
| Bernard Gabriel Potocki              | 19.04.1947 r.         | –                     | monastrzerzyska | Andrzej Antoni Władysław Potocki    | Aleksandra Maria Róża Drucka-Lubecka     | Druck          | [ 556 ] |
| Jarosław Potocki                     | 01.06.1949 r.         | –                     | monastrzerzyska | Jan Władysław Potocki               | Maria Kluz                               | –              | [ 557 ] |
| Antoni Jerzy Przemysław Potocki      | 14.02.1956 r.         | –                     | monastrzerzyska | Jerzy Przemysław Antoni Potocki     | Krystyna Straszewska                     | Radwan         | [ 558 ] |
| Krzysztof Jerzy Józef Potocki        | 28.07.1958 r.         | –                     | monastrzerzyska | Jerzy Przemysław Antoni Potocki     | Krystyna Straszewska                     | Radwan         | [ 559 ] |
| Paweł Potocki                        | 29.06.1959 r.         | –                     | monastrzerzyska | Jan Władysław Potocki               | Maria Kluz                               | –              | [ 560 ] |
| Natalia Maria Krystyna Potocka       | 01.08.1961 r.         | –                     | monastrzerzyska | Jerzy Przemysław Antoni Potocki     | Krystyna Straszewska                     | Radwan         | [ 561 ] |
| Pokolenie XXIII                      |                       |                       |                 |                                     |                                          |                |         |
| Andrzej Stefan Maria Potocki         | 25.08.1920 r.         | 22.10.1995 r.         | krzeszowicka    | Adam Władysław Artur Potocki        | Maria Helena Teresa Dembińska            | Nieczuja       | [ 562 ] |
| Maria Teresa Potocka                 | 19.10.1921 r.         | 01.02.1997 r.         | krzeszowicka    | Adam Władysław Artur Potocki        | Maria Helena Teresa Dembińska            | Nieczuja       | [ 563 ] |
| Maciej Potocki-Czarnecki             | 15.10.1923 r.         | 11.12.1988 r.         | monastrzerzyska | Józef Maria Potocki-Czarnecki       | Barbara Kubasik                          | –              | [ 564 ] |
| Andrzej Jerzy Maria Potocki          | 15.08.1927 r.         | 13.01.2004 r.         | krzeszowicka    | Andrzej Maria Franciszek Potocki    | Zofia Tarnowska                          | Leliwa         | [ 565 ] |
| Artur Aleksander Potocki             | 12.12.1928 r.         | 18.01.2006 r.         | krzeszowicka    | Andrzej Maria Franciszek Potocki    | Zofia Tarnowska                          | Leliwa         | [ 566 ] |
| Maria Helena Gabriela Potocka        | 22.10.1929 r.         | 15.08.2020 r.         | łańcucka        | Roman Antoni Potocki                | Anna Maria Światopełk-Czetwertyńska      | Pogoń Ruska    | [ 567 ] |
| Roman Maria Józef Potocki            | 07.09.1930 r.         | 28.01.2013 r.         | łańcucka        | Roman Antoni Potocki                | Anna Maria Światopełk-Czetwertyńska      | Pogoń Ruska    | [ 568 ] |
| Anna Maria Dorota Potocka            | 19.08.1931 r.         | 25.10.2001 r.         | łańcucka        | Józef Alfred Henryk Potocki         | Krystyna Radziwiłł                       | Trąby          | [ 569 ] |
| Stanisław Alfred Jerzy Potocki       | 28.04.1932 r.         | 28.07.2014 r.         | łańcucka        | Jerzy Józef Henryk Potocki          | Zuzanna Suzana Rosa de Ytureguei         | ?              | [ 570 ] |
| Jan Zdzisław Potocki                 | 10.10.1932 r.         | –                     | krzeszowicka    | Andrzej Maria Franciszek Potocki    | Zofia Tarnowska                          | Leliwa         | [ 571 ] |
| Elżbieta Maria Zofia Potocka         | 04.09.1932 r.         | –                     | tulczyńska      | Ignacy Konstanty Józef Potocki      | Jadwiga Dembińska                        | Nieczuja       | [ 572 ] |
| Janina Maria Gabriela Potocka        | 19.07.1933 r.         | –                     | tulczyńska      | Ignacy Konstanty Józef Potocki      | Jadwiga Dembińska                        | Nieczuja       | [ 573 ] |
| Elżbieta Maria Zofia Potocka         | 09.02.1933 r.         | –                     | łańcucka        | Roman Antoni Potocki                | Anna Maria Światopełk-Czetwertyńska      | Pogoń Ruska    | [ 574 ] |
| Helena Alberta Gabriela Potocka      | 18.05.1934 r.         | –                     | łańcucka        | Roman Antoni Potocki                | Anna Maria Światopełk-Czetwertyńska      | Pogoń Ruska    | [ 575 ] |
| Dorota Potocka                       | 13.04.1935 r.         | –                     | łańcucka        | Józef Alfred Henryk Potocki         | Krystyna Radziwiłł                       | Trąby          | [ 576 ] |
| Tomasz Maria Ignacy Potocki          | 29.10.1936 r.         | –                     | tulczyńska      | Ignacy Konstanty Józef Potocki      | Jadwiga Dembińska                        | Nieczuja       | [ 577 ] |
| Izabela Maria Franciszka Potocka     | 06.07.1937 r.         | –                     | łańcucka        | Józef Alfred Henryk Potocki         | Krystyna Radziwiłł                       | Trąby          | [ 578 ] |
| Marek Maria Andrzej Potocki          | 21.08.1938 r.         | –                     | łańcucka        | Roman Antoni Potocki                | Anna Maria Światopełk-Czetwertyńska      | Pogoń Ruska    | [ 579 ] |
| Piotr Stanislas Joseph Potocki       | 13.10.1940 r.         | –                     | łańcucka        | Józef Alfred Henryk Potocki         | Krystyna Radziwiłł                       | Trąby          | [ 580 ] |
| Jan Franciszek Stanisław Potocki     | 29.05.1953 r.         | –                     | tulczyńska      | Konstanty Jan Paweł Potocki         | Anna Maria Gabriela Werszowiec-Rey       | Oksza          | [ 581 ] |
| Zofia Barbara Potocka                | 09.08.1954 r.         | 21.06.2002 r.         | tulczyńska      | Konstanty Jan Paweł Potocki         | Anna Maria Gabriela Werszowiec-Rey       | Oksza          | [ 582 ] |
| Teresa Maria Potocka-Czarnecka       | 03.03.1958 r.         | –                     | monastrzerzyska | Przemysław Maria Potocki-Czarnecki  | Ewelina Maria Iżycka                     | Bończa         | [ 583 ] |
| Inés Antonina Maria Potocka          | 29.01.1959 r.         | –                     | monastrzerzyska | Antoni Jerzy Jakub Potocki          | Elżbieta Maria Gabriela Radziwiłł        | Trąby          | [ 584 ] |
| Marguerite Marie Gabrielle Potocka   | 27.03.1960 r.         | –                     | monastrzerzyska | Antoni Jerzy Jakub Potocki          | Elżbieta Maria Gabriela Radziwiłł        | Trąby          | [ 585 ] |
| Jan Antonio Rafał Potocki            | 16.04.1961 r.         | –                     | monastrzerzyska | Antoni Jerzy Jakub Potocki          | Elżbieta Maria Gabriela Radziwiłł        | Trąby          | [ 586 ] |
| Jan Stanisław Potocki-Czarnecki      | 01.08.1961 r.         | –                     | monastrzerzyska | Przemysław Maria Potocki-Czarnecki  | Ewelina Maria Iżycka                     | Bończa         | [ 587 ] |
| Anna Potocka-Czarnecka               | 21.12.1961 r.         | –                     | monastrzerzyska | Włodzimierz Maria Potocki-Czarnecki | Krystyna Sarełło                         | –              | [ 588 ] |
| Izabella Maria Gabriela Potocka      | 16.06.1962 r.         | –                     | monastrzerzyska | Antoni Jerzy Jakub Potocki          | Elżbieta Maria Gabriela Radziwiłł        | Trąby          | [ 589 ] |
| Christopher Potocki de Montalk       | 26.10.1963 r.         | –                     | de Montalk      | Justyn Piotr Potocki de Montalk     | Therese Bouisson                         | –              | [ 590 ] |
| Helene Potocka de Montalk            | 10.07.1965 r.         | –                     | de Montalk      | Justyn Piotr Potocki de Montalk     | Therese Bouisson                         | –              | [ 591 ] |
| Stefan Alexander Rafał Potocki       | 18.07.1965 r.         | –                     | monastrzerzyska | Antoni Jerzy Jakub Potocki          | Elżbieta Maria Gabriela Radziwiłł        | Trąby          | [ 592 ] |
| Aleksandra Ewelina Potocka-Czarnecka | 04.09.1967 r.         | –                     | monastrzerzyska | Przemysław Maria Potocki-Czarnecki  | Ewelina Maria Iżycka                     | Bończa         | [ 593 ] |
| Jerzy Władysław Potocki              | 06.03.1970 r.         | –                     | monastrzerzyska | Władysław Maria Jan Potocki         | Maria Krystyna Czartoryska               | Pogoń Litewska | [ 594 ] |
| Aleksander Stefan Potocki            | 16.04.1972 r.         | –                     | chrząstkowska   | Władysław Antoni Potocki            | Renata Marsch                            | –              | [ 595 ] |
| Adam Ignacy Potocki                  | 11.05.1973 r.         | –                     | monastrzerzyska | Władysław Maria Jan Potocki         | Maria Krystyna Czartoryska               | Pogoń Litewska | [ 596 ] |
| Gabriele Potocka de Montalk          | 07.09.1973 r.         | –                     | de Montalk      | Justyn Piotr Potocki de Montalk     | Therese Bouisson                         | –              | [ 597 ] |
| Katarzyna Barbara Potocka            | 28.10.1973 r.         | –                     | chrząstkowska   | Władysław Antoni Potocki            | Renata Marsch                            | –              | [ 598 ] |
| Jadwiga Potocka                      | 27.04.1980 r.         | –                     | chrząstkowska   | Tomasz Józef Potocki                | Ewa Lipiec                               | –              | [ 599 ] |
| Kinga Maria Potocka                  | 18.03.1981 r.         | –                     | monastrzerzyska | Antoni Jerzy Przemysław Potocki     | Krystyna Straszewska                     | Radwan         | [ 600 ] |
| Katarzyna Anna Maria Potocka         | 31.08.1982 r.         | –                     | monastrzerzyska | Bernard Gabriel Potocki             | Zofia Barbara Potocka                    | Pilawa         | [ 601 ] |
| Jerzy Stanisław Potocki              | 08.12.1985 r.         | –                     | monastrzerzyska | Antoni Jerzy Przemysław Potocki     | Krystyna Straszewska                     | Radwan         | [ 602 ] |
| Kaja Maria Potocka                   | 02.05.1987 r.         | –                     | monastrzerzyska | Antoni Jerzy Przemysław Potocki     | Krystyna Straszewska                     | Radwan         | [ 603 ] |
| Julia Maria Potocka                  | 02.05.1987 r.         | –                     | monastrzerzyska | Antoni Jerzy Przemysław Potocki     | Krystyna Straszewska                     | Radwan         | [ 604 ] |
| Mikołaj Andrzej Potocki              | 31.10.1987 r.         | –                     | monastrzerzyska | Bernard Gabriel Potocki             | Zofia Barbara Potocka                    | Pilawa         | [ 605 ] |
| Wiliam Potocki                       | 23.03.1991 r.         | –                     | monastrzerzyska | Paweł Potocki                       | Agata Jasińska                           | –              | [ 606 ] |
| Jan Krzysztof Mikołaj Potocki        | 20.05.1993 r.         | 22.05.1993 r.         | monastrzerzyska | Krzysztof Jerzy Józef Potocki       | Nathalie Sophie Elsa Martin              | –              | [ 607 ] |
| Alexander Krzysztof Jerzy Potocki    | 09.06.1995 r.         | –                     | monastrzerzyska | Krzysztof Jerzy Józef Potocki       | Nathalie Sophie Elsa Martin              | –              | [ 608 ] |
| Filip Krzysztof Antoni Potocki       | 23.04.1997 r.         | –                     | monastrzerzyska | Krzysztof Jerzy Józef Potocki       | Nathalie Sophie Elsa Martin              | –              | [ 609 ] |
| Mikołaj Krzysztof Jerzy Potocki      | 08.11.2001 r.         | –                     | monastrzerzyska | Krzysztof Jerzy Józef Potocki       | Nathalie Sophie Elsa Martin              | –              | [ 610 ] |
| Pokolenie XXIV                       |                       |                       |                 |                                     |                                          |                |         |
| Krzysztof Artur Potocki              | 11.11.1948 r.         | –                     | krzeszowicka    | Artur Aleksander Potocki            | Janina Plucińska                         | Odrowąż        | [ 611 ] |
| Maria Weronika Potocka               | 04.02.1949 r.         | –                     | krzeszowicka    | Andrzej Stefan Maria Potocki        | Maria Antonina Konopka                   | Nowina         | [ 612 ] |
| Andre Gabriel Maria Potocki          | 25.06.1950 r.         | –                     | krzeszowicka    | Andrzej Jerzy Maria Potocki         | Marie Henriette Durye                    | –              | [ 613 ] |
| Antoni Marcin Potocki                | 11.11.1951 r.         | 19.07.2006 r.         | krzeszowicka    | Andrzej Stefan Maria Potocki        | Maria Antonina Konopka                   | Nowina         | [ 614 ] |
| Władysław Artur Maria Potocki        | 07.02.1954 r.         | –                     | krzeszowicka    | Artur Aleksander Potocki            | Maria Zofia Teresa Żółtowska-Cieszkowska | Ogończyk       | [ 615 ] |
| Sophie Margueritte Potocka           | 05.04.1954 r.         | –                     | krzeszowicka    | Andrzej Jerzy Maria Potocki         | Marie Henriette Durye                    | –              | [ 616 ] |
| Aleksander Andrzej Maria Potocki     | 15.10.1955 r.         | –                     | krzeszowicka    | Artur Aleksander Potocki            | Maria Zofia Teresa Żółtowska-Cieszkowska | Ogończyk       | [ 617 ] |
| Anna Maria Solange Potocka           | 20.07.1958 r.         | –                     | krzeszowicka    | Jan Zdzisław Potocki                | Genevieve Plat                           | –              | [ 618 ] |
| Stanislas Pierre Potocki             | 25.02.1959 r.         | 08.09.2009 r.         | krzeszowicka    | Andrzej Jerzy Maria Potocki         | Marie Henriette Durye                    | –              | [ 619 ] |
| Jan Gabriel Józef Potocki            | 02.08.1964 r.         | –                     | krzeszowicka    | Jan Zdzisław Potocki                | Genevieve Plat                           | –              | [ 620 ] |
| Maria Jasna Góra Potocka             | 07.04.1970 r.         | –                     | łańcucka        | Piotr Stanislas Joseph Potocki      | Maria Teresa Roca de Togores de Bejar    | –              | [ 621 ] |
| Stanislas Joseph Prot Potocki        | 03.05.1971 r.         | –                     | łańcucka        | Piotr Stanislas Joseph Potocki      | Maria Teresa Roca de Togores de Bejar    | –              | [ 622 ] |
| Jan Roman Karol Potocki              | 01.09.1971 r.         | –                     | łańcucka        | Marek Maria Andrzej Potocki         | Charlotte Hernod                         | –              | [ 623 ] |
| Marc Filip Maria Potocki             | 17.05.1972 r.         | –                     | krzeszowicka    | Jan Zdzisław Potocki                | Genevieve Plat                           | –              | [ 624 ] |
| Dorota Maria Potocka                 | 19.07.1974 r.         | –                     | łańcucka        | Marek Maria Andrzej Potocki         | Charlotte Hernod                         | –              | [ 625 ] |
| Aleksandra Maria Jadwiga Potocka     | 02.05.1975 r.         | –                     | tulczyńska      | Tomasz Maria Ignacy Potocki         | Maria Weronika Potocka                   | Pilawa         | [ 626 ] |
| Dominika Barbara Potocka-Czarnecka   | 09.09.1975 r.         | –                     | monastrzerzyska | Maciej Potocki-Czarnecki            | Elżbieta Pazera                          | –              | [ 627 ] |
| Marina Letycja Potocka               | 15.04.1981 r.         | –                     | łańcucka        | Marek Maria Andrzej Potocki         | Charlotte Hernod                         | –              | [ 628 ] |
| Anna Maria Róża Potocka              | 20.05.1981 r.         | –                     | tulczyńska      | Tomasz Maria Ignacy Potocki         | Maria Weronika Potocka                   | Pilawa         | [ 629 ] |
| Maria Karolina Potocka               | 03.03.1984 r.         | –                     | tulczyńska      | Tomasz Maria Ignacy Potocki         | Maria Weronika Potocka                   | Pilawa         | [ 630 ] |
| Mateusz Aleksander Potocki           | 28.08.1986 r.         | –                     | monastrzerzyska | Jan Antonio Rafał Potocki           | Izabela Zięba                            | –              | [ 631 ] |
| Anais Marie Potocka de Montalk       | 30.04.1990 r.         | –                     | de Montalk      | Christopher Potocki de Montalk      | Chantal Marie Bernadette Gaillard        | –              | [ 632 ] |
| Xawery Maciej Potocki-Czarnecki      | 14.06.1990 r.         | –                     | monastrzerzyska | Maciej Potocki-Czarnecki            | Elżbieta Pazera                          | –              | [ 633 ] |
| Anton Potocki-Czarnecki              | 15.04.1992 r.         | –                     | monastrzerzyska | Jan Stanisław Potocki-Czarnecki     | Celine Ann Grimmer                       | –              | [ 634 ] |
| Wiridiana Gabriela Potocka           | 25.05.1993 r.         | –                     | tulczyńska      | Jan Franciszek Stanisław Potocki    | Danuta Barbara Stadnicka                 | Drużyna        | [ 635 ] |
| Valentin Rodolphe Potocki de Montalk | 03.06.1995 r.         | –                     | de Montalk      | Christopher Potocki de Montalk      | Chantal Marie Bernadette Gaillard        | –              | [ 636 ] |
| Karolina Julia Potocka               | 25.06.1996 r.         | –                     | tulczyńska      | Jan Franciszek Stanisław Potocki    | Danuta Barbara Stadnicka                 | Drużyna        | [ 637 ] |
| Stefan Maciej Potocki-Czarnecki      | 17.03.1998 r.         | –                     | monastrzerzyska | Jan Stanisław Potocki-Czarnecki     | Kelly Ireland                            | –              | [ 638 ] |
| Karol Potocki                        | 18.06.2001 r.         | –                     | chrząstkowska   | Aleksander Stefan Potocki           | Dorota Sikorska                          | –              | [ 639 ] |
| Hanna Maria Potocka                  | 10.01.2004 r.         | –                     | monastrzerzyska | Jerzy Władysław Potocki             | Agnieszka Michalak                       | –              | [ 640 ] |
| Jakub Andrzej Potocki                | 13.07.2004 r.         | –                     | chrząstkowska   | Aleksander Stefan Potocki           | Dorota Sikorska                          | –              | [ 641 ] |
| Konstanty Stanisław Hubert Potocki   | 29.10.2004 r.         | –                     | tulczyńska      | Jan Franciszek Stanisław Potocki    | Danuta Barbara Stadnicka                 | Drużyna        | [ 642 ] |
| Leon Potocki                         | 06.08.2010 r.         | –                     | monastrzerzyska | Adam Ignacy Potocki                 | Joanna Staude                            | –              | [ 643 ] |
| Pokolenie XXV                        |                       |                       |                 |                                     |                                          |                |         |
| Romain Potocki                       | 11.02.1978 r.         | –                     | krzeszowicka    | Andre Gabriel Maria Potocki         | Marie Therese Lesueur de Givry           | –              | [ 644 ] |
| Simon André Potocki                  | 04.01.1979 r.         | –                     | krzeszowicka    | Aleksander Andrzej Maria Potocki    | Christiane Renou                         | –              | [ 645 ] |
| Cecile Julia Maria Potocka           | 03.07.1979 r.         | –                     | krzeszowicka    | Władysław Artur Maria Potocki       | Teresa Zofia Maria Jordan-Rozwadowska    | Trąby          | [ 646 ] |
| Jan Stanisław Potocki                | 09.09.1980 r.         | –                     | krzeszowicka    | Antoni Marcin Potocki               | Kinga Szczęsna                           | –              | [ 647 ] |
| Julia Rachela Maria Potocka          | 12.10.1980 r.         | –                     | krzeszowicka    | Władysław Artur Maria Potocki       | Teresa Zofia Maria Jordan-Rozwadowska    | Trąby          | [ 648 ] |
| Ian Paul Potocki                     | 12.01.1981 r.         | –                     | krzeszowicka    | Aleksander Andrzej Maria Potocki    | Christiane Renou                         | –              | [ 649 ] |
| Andrzej Marcin Potocki               | 16.02.1982 r.         | –                     | krzeszowicka    | Antoni Marcin Potocki               | Kinga Szczęsna                           | –              | [ 650 ] |
| Sarah Potocka                        | 29.10.1985 r.         | –                     | krzeszowicka    | Stanislas Pierre Potocki            | Josiane Brousse                          | –              | [ 651 ] |
| Victorie Potocka                     | 24.11.1985 r.         | –                     | krzeszowicka    | Andre Gabriel Maria Potocki         | Marie Therese Lesueur de Givry           | –              | [ 652 ] |
| Olga Mielena Potocka                 | 21.05.1986 r.         | –                     | krzeszowicka    | Władysław Artur Maria Potocki       | Teresa Zofia Maria Jordan-Rozwadowska    | Trąby          | [ 653 ] |
| Anna Sophie Potocka                  | 15.10.1986 r.         | –                     | krzeszowicka    | Aleksander Andrzej Maria Potocki    | Christiane Renou                         | –              | [ 654 ] |
| Katarzyna Oliwia Potocka             | 16.07.1987 r.         | –                     | krzeszowicka    | Antoni Marcin Potocki               | Kinga Szczęsna                           | –              | [ 655 ] |
| Anouk Potocka                        | 29.12.1990 r.         | –                     | krzeszowicka    | Stanislas Pierre Potocki            | Josiane Brousse                          | –              | [ 656 ] |
| Wictor Enzo Potocki                  | 18.04.1994 r.         | 02.04.1997 r.         | krzeszowicka    | Władysław Artur Maria Potocki       | Teresa Zofia Maria Jordan-Rozwadowska    | Trąby          | [ 657 ] |
| Artur Victor Jean Potocki            | 05.04.1999 r.         | –                     | krzeszowicka    | Stanislas Pierre Potocki            | Josiane Brousse                          | –              | [ 658 ] |
| Antoine Potocki                      | 23.02.2012 r.         | –                     | krzeszowicka    | Jan Gabriel Józef Potocki           | Olga Stanisławska                        | –              | [ 659 ] |
| Maya Potocka                         | 23.02.2012 r.         | –                     | krzeszowicka    | Jan Gabriel Józef Potocki           | Olga Stanisławska                        | –              | [ 660 ] |
| Pokolenie XXVI                       |                       |                       |                 |                                     |                                          |                |         |
| Marek Potocki                        | 08.01.2003 r.         | –                     | krzeszowicka    | Simon André Potocki                 | Veronique Isler                          | –              | [ 661 ] |